# Amerikanische Literatur

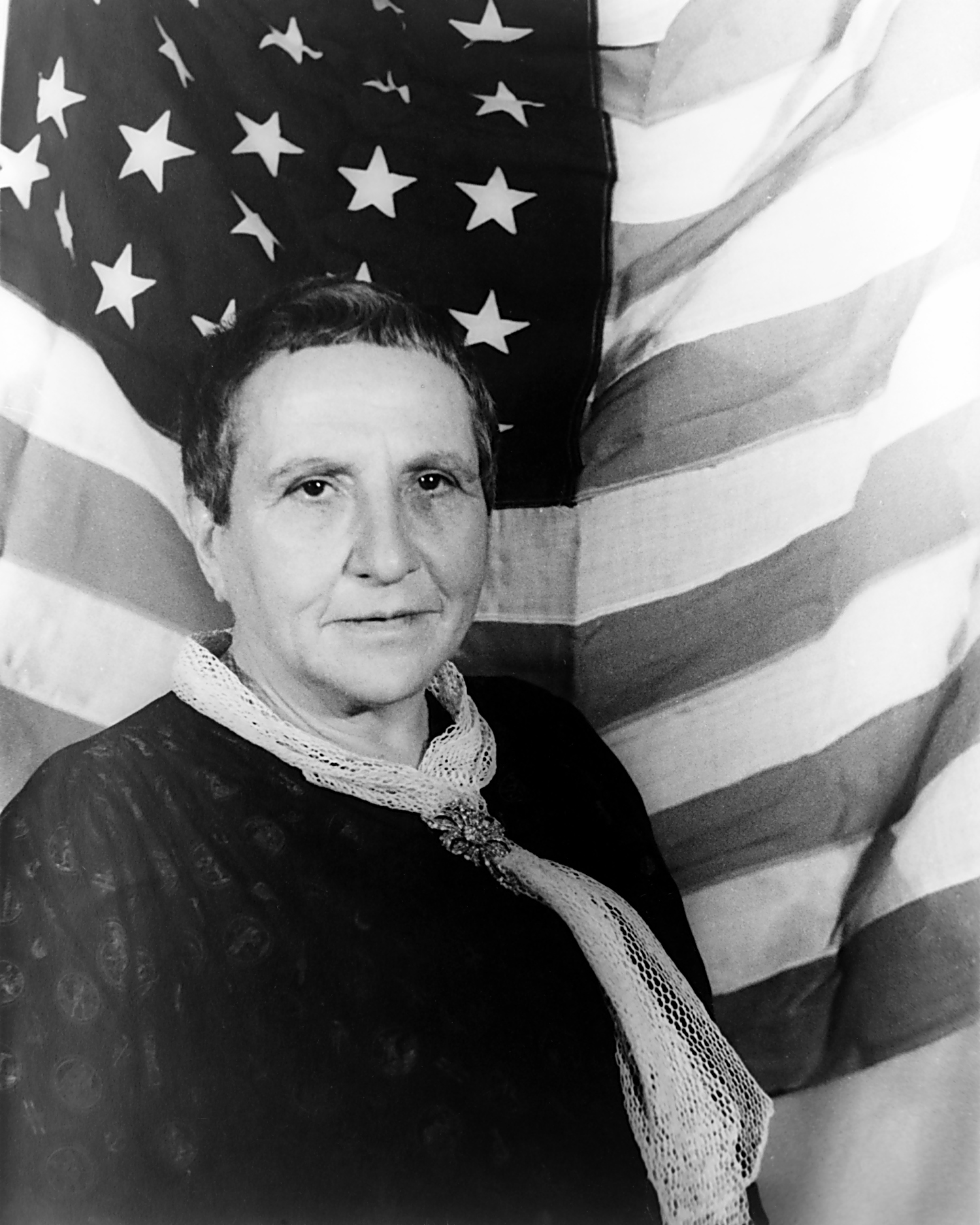
Gertrude Stein, eine der wichtigsten Literatinnen der amerikanischen Moderne.
Fotografie von Carl van Vechten, 1935.

Die amerikanische Literatur umfasst die literarische Produktion der Vereinigten Staaten und der englischen Kolonien, aus denen sie hervorgingen. Im englischsprachigen Raum ist die amerikanische Literatur Gegenstand der englischen Literaturwissenschaft, seltener der American Studies.
Im deutschsprachigen Raum, wo sich im 18. Jahrhundert der Gedanke der Nationalliteratur (Herder) und im 19. Jahrhundert der philologische Gedanke (Schlegel, Jacob und Wilhelm Grimm, Lachmann) durchsetzte, wurde für sie eine eigenständige akademische Disziplin geschaffen – die Amerikanistik.
Der überwiegende Teil der amerikanischen Literatur ist auf Englisch verfasst; dies gilt auch für die Literatur der indianischen Ureinwohner. Die in den Sprachen nicht anglophoner Einwanderer verfasste Literatur. z. B. die Chicano-Literatur, wird meist nicht im Rahmen der Amerikanistik, sondern in den entsprechenden Philologien untersucht. Zu eigenen Forschungsfeldern haben sich die „Bindestrich-Literaturen“ entwickelt, so afroamerikanische Literatur, die jüdisch-amerikanische Literatur und die chinesisch-amerikanische Literatur.

## Merkmale, Motive, Gattungen
Erst seit dem 19. Jahrhundert wird die amerikanische als eigenständige, in ihrem Wesen von der englischen verschiedene Nationalliteratur begriffen. Ein wesentlicher Grund für diese „Spätentwicklung“ war, dass sich die frühe amerikanische Literatur stark an europäischen Vorbildern orientierte und sich erst nach einigen Jahrzehnten spezifisch amerikanische Merkmale herausbildeten. Die amerikanische Literatur vor allem des 19. Jahrhunderts ist im Zusammenhang mit dem politischen Legitimationsbedürfnis der jungen Demokratie zu sehen, besonders aber dem Wunsch, sich auch kulturell als europäischen Nationen ebenbürtig zu erweisen. Autoren wie beispielsweise Walt Whitman und Mark Twain betonten wieder und wieder ihre Americanness und stellten sich und ihren Landsleuten die Frage, was es heiße, Amerikaner zu sein, und welche Besonderheiten und Widersprüche dies mit sich bringt. Die Abgrenzung gegenüber Europa erfolgte insbesondere im direkten Kontakt mit dem alten Kontinent. Für zahlreiche Schriftsteller geriet ein oft mehrjähriger Europaaufenthalt zu einer Zeit der Identitätsfindung. Schriftsteller, die dieses Thema (European theme) behandelten, sind unter anderem Benjamin Franklin, Washington Irving, James Fenimore Cooper, Nathaniel Hawthorne und die Schriftsteller der Lost Generation, die es während und nach dem Ersten Weltkrieg nach Europa verschlug. Bei Henry James, der sich dauerhaft in England niederließ, bildet es das zentrale Thema seines umfangreichen Werks. Das Gegenstück zu diesem Sujet bilden die zahlreichen Werke, die sich mit der Erfahrung der Einwanderer in Amerika befassen.
Amerikanische Autoren setzten sich auch oft mit den „Gründungsmythen“ der Nation auseinander, die ein rhetorisches Erbe besonders der Puritaner, der Revolutionszeit und der frühen Republik darstellen. Zu diesen zählt das Selbstverständnis der Nation als „Stadt auf dem Hügel“ (ursprünglich eine Trope des Puritaners John Winthrops), an deren Vorbild sich die Welt erfreuen solle, oder als neues Kanaan. Ein spezifisch amerikanischer Topos, der im Anschluss an Max Webers Aufsatz Die protestantische Ethik und der 'Geist' des Kapitalismus (1905) oft auf den Puritanismus zurückgeführt wird, ist der Erfolgsmythos, auch American Dream oder Gospel of Success genannt, also die Vorstellung, dass es in Amerika ein jeder mit harter und ehrlicher Arbeit weit bringen könne (in einer klassischen Version vom Tellerwäscher zum Millionär); exemplarisch stehen hierfür die Romane Horatio Algers. Dem gegenüber steht eine Vielzahl von Werken, die das mit Amerika verknüpfte Versprechen eines Gelobten Landes der gesellschaftlichen Realität gegenüber und so in Frage stellen. Nach Sacvan Bercovitch wird dieser Stoff häufig als American Jeremiad („amerikanische Jeremiade“) bezeichnet. Seit der Unabhängigkeit 1776 spielt auch die Auseinandersetzung mit dem politischen System des Landes eine große Rolle in der amerikanischen Literatur. Viele Schriftsteller – von Washington Irving über John Dos Passos bis hin zu Gore Vidal – beriefen sich auf die „Gründerväter“ der Nation wie George Washington und Thomas Jefferson, um die First Principles der Nation zu beschwören oder sie der politischen Realität gegenüberzustellen.
Die Auffassung, dass die USA einen Sonderfall in der Geschichte des Westens darstellen, gab in ihren Anfängen auch der Amerikanistik ein ideologisches Gerüst. Sie bildete sich in den 1930er und 1940er Jahren als gleichermaßen kultur- wie literaturwissenschaftlich orientierte akademische Disziplin heraus. Als Geburtsstunde der American Studies kann die Veröffentlichung von Vernon Louis Parringtons Main Currents in American Thought (1927) gelten. Parrington und seine Nachfolger beharrten auf der Einzigartigkeit der amerikanischen Erfahrung und suchten die Charakteristika des behaupteten amerikanischen Nationalcharakters – Individualismus, Liberalismus, Idealismus, Pragmatismus – auch und vor allem in der amerikanischen Literatur freizulegen. Perry Miller verortete in mehreren einflussreichen Studien die Ursprünge des Amerikanismus im neuenglischen Puritanismus, seine Perfektion im Transzendentalismus des 19. Jahrhunderts. In F. O. Matthiessens The American Renaissance (1941) wurden die Schriftsteller der amerikanischen Romantik zu Barden des amerikanischen Freiheitswillens erklärt, R. W. B. Lewis machte in The American Adam (1955) die Vorstellung einer gewissen paradiesischen Unschuld der Besiedler der Neuen Welt als typisch amerikanischen Topos aus. In den 1960er Jahren geriet, angestoßen nicht zuletzt durch die Bürgerrechtsbewegung und den Feminismus, das ideologische Fundament der Amerikanistik und somit auch der Kanon jedoch ins Wanken. Die Literatur bisher unterrepräsentierter Bevölkerungsgruppen – Frauen, Schwarze, Einwanderer – wurde seither in die Schul- und Universitätslektürelisten aufgenommen.

### Prosa
Die amerikanische Literatur gelangte im 19. Jahrhundert zur Reife, als traditionelle europäische Literaturgattungen wie das Versepos an Relevanz und Prestige verloren und der Roman zur dominierenden literarischen Form wurde. Aus dieser Zeit stammt auch der bis heute häufig wiederholte Ruf nach der Great American Novel, dem „großen amerikanischen Roman“, der zeigen solle, dass die Literatur der USA der europäischen ebenbürtig und die Eigenarten der Nation auszudrücken in der Lage sei.
1851 wies Nathaniel Hawthorne seine Leser im Vorwort zu seinem Roman The House of the Seven Gables darauf hin, dass sie nicht etwa einen Roman (novel) vor sich hätten, sondern vielmehr eine romance. Daher habe er sich sowohl in der Thematik wie auch in der Darstellung einen künstlerischen Spielraum erlaubt, der bei einer novel unverzeihlich sei. Hawthornes Unterscheidung wurde besonders seit den 1950er Jahren in der Literaturwissenschaft häufig bemüht, um ein charakteristisches Merkmal der amerikanischen Literatur hervorzuheben. Insbesondere im Vergleich zum englischen Roman, der seit seinen Anfängen bis heute meist als Gesellschaftsroman mit mehr oder minder realistischer Programmatik konzipiert ist, messen amerikanische Autoren der Imagination einen größeren Stellenwert zu, um – in Hawthornes Worten – der „Wahrheit des menschlichen Herzens“ auf den Grund zu kommen und – so die Überzeugung der ersten Amerikanistengeneration – auch politisch wirksames Subversionspotential zu entwickeln. Die American romance steht also in einer anti-mimetischen Tradition, der weniger an der plausiblen Illusionsbildung gelegen ist und sich stattdessen dem Schreiben selbst als Prozess der Sinnstiftung und -findung zuwendet. In den letzten Jahrzehnten hat die Creative-Writing-Bewegung dazu beigetragen, dass sich die Autoren immer weniger mit literarischen Vorlagen auseinandersetzen.
Die short story (Kurzgeschichte) hat in der amerikanischen Literatur seit dem 19. Jahrhundert einen hohen Stellenwert, so dass sie oft als typisch amerikanische Textsorte angesehen wird. Viele Romanschriftsteller arbeiteten auch in diesem Genre, einige verfassten auch literaturtheoretische Abhandlungen dazu, wobei sich insbesondere Edgar Allan Poes wirkungsästhetischer Ansatz als sehr einflussreich erwies – in seinem Essay Die Philosophie der Komposition vertrat er den Standpunkt, dass eine Geschichte kurz genug sein müsse, um in einem Zug gelesen zu werden, damit die „Einheit des Eindrucks“ und somit die unmittelbare Wirkung der Geschichte auf den Leser gewahrt bleibt. Kurzgeschichten wurden und werden nicht nur in ausgewiesenen Literatur- und Kulturmagazinen wie dem Atlantic Monthly, dem The New Yorker oder Harper’s veröffentlicht, sondern auch in Nachrichten- und Publikumszeitschriften wie der Saturday Evening Post und erreichen ein Millionenpublikum. So verhalf der Erstabdruck von Ernest Hemingways Novelle Der alte Mann und das Meer der Zeitschrift Life 1952 zum Absatz von 5.300.000 Heften in nur zwei Tagen. Bis heute erreichen Kurzgeschichtenbände die amerikanischen Bestsellerlisten; in Europa ist dies die Ausnahme.
Vom Aufschwung des Zeitschriftenwesens in den USA im 19. Jahrhundert profitierte auch das philosophische und politische Essay. Um 1850 gab es etwa 1100 Wochenzeitschriften und 200 andere periodische Veröffentlichungen. Dadurch gewann diese Literaturform, die bereits seit dem 18. Jahrhundert nach englischem Vorbild einen Platz in den Tageszeitungen gefunden hatte, weiter an Beliebtheit. Zu den frühen amerikanischen Essayisten gehörten Benjamin Franklin, Thomas Paine und Washington Irving. Höhepunkte des Essays wurde durch die Arbeiten Ralph Waldo Emersons, Oliver Wendell Holmes, Sr. und Henry David Thoreau markiert. James Russell Lowell entwickelte das literarische Essay und nutzte die Kunstform in der Auseinandersetzung mit den Befürwortern der Sklavenhaltung. Mark Twain war ein Vertreter des humoristischen Esays. Im 20. Jahrhundert sind George Santayana und Henry Louis Mencken zu nennen. Zu den afroamerikanischen Essayautoren zählen James Baldwin und Martin Luther King.

### Drama
Das Drama spielte in den USA lange kaum eine Rolle. Bei den Puritanern Neuenglands waren Theateraufführungen verboten, und noch im 19. Jahrhundert waren sie konservativen Sittenwächtern ein Dorn im Auge. Der erste Nachweis für eine Theaterkultur in den heutigen USA ist bezeichnenderweise ein Gerichtsdokument aus dem Jahr 1665: Die Schauspieler eines Ensembles wurden wegen Erregung öffentlichen Ärgernisses verhaftet. Massachusetts, Pennsylvania und Rhode Island erließen nach 1750 Gesetze, die Theateraufführungen unter Strafe stellten, und noch 1794 erklärte Timothy Dwight IV., der Präsident des Yale College, Theaterbesuche führten zum Verlust „dieses kostbarsten aller Schätze, der unsterblichen Seele.“ Dennoch wurde das Theater zu einem beliebten Freizeitvergnügen, und in den größeren Städten entstanden im 18. und 19. Jahrhundert ständige Bühnen. Es wurden jedoch meist englische Stücke – vor allem Shakespeare – gegeben. 1865 wurde Abraham Lincoln während der Aufführung der englischen Farce Our American Cousin von dem Schauspieler John Wilkes Booth erschossen.

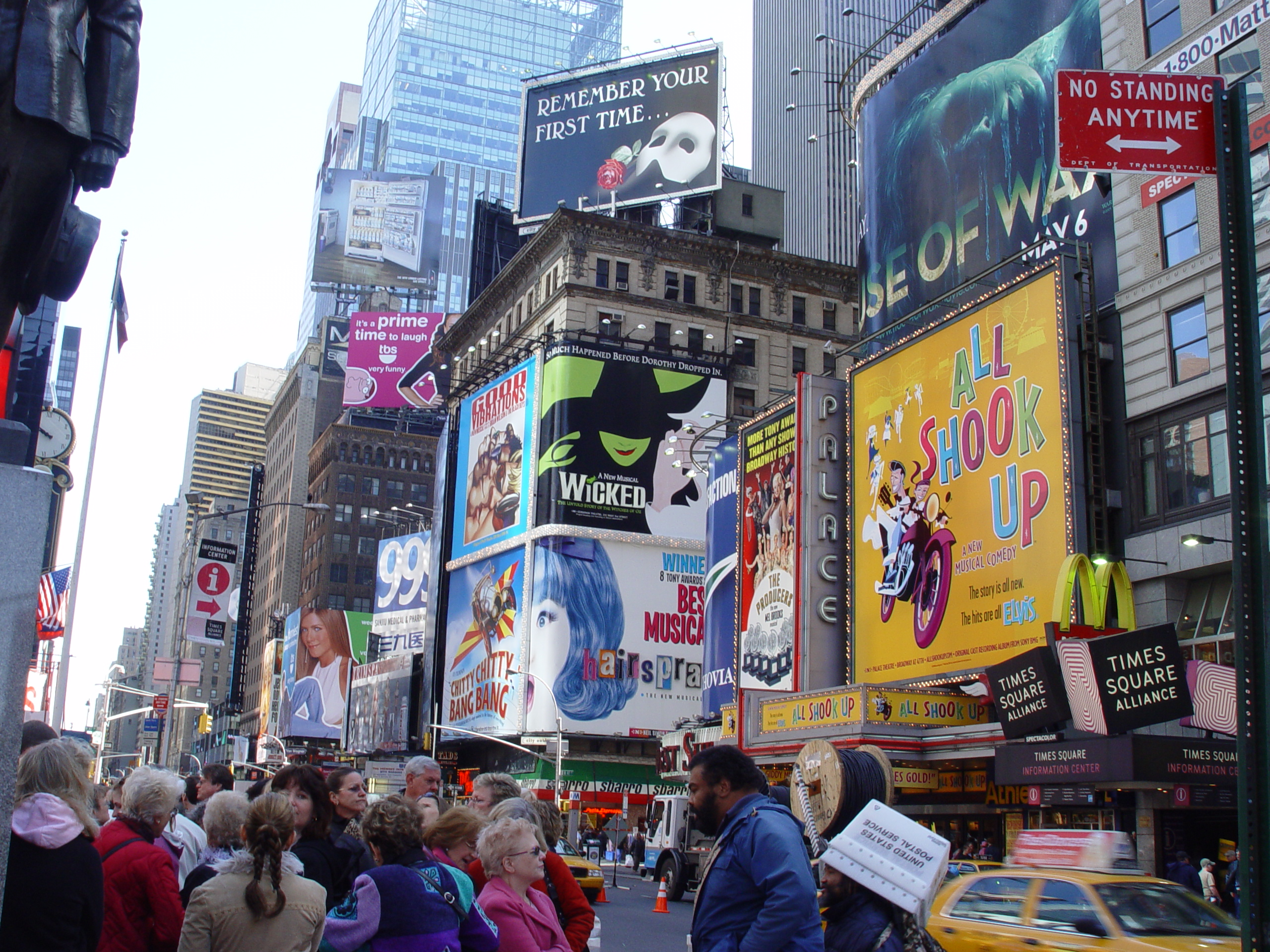
Der New Yorker Broadway ist bis heute das Zentrum des amerikanischen Theaterbetriebs.

Mehr als in Europa war das Theater in den USA kommerziellen Zwängen unterworfen, was den Stücken vor allem Unterhaltungswert abverlangte. Zahlreiche Vaudeville-Ensembles tourten – oft im Gefolge von Jahrmärkten – durch das Land. Hinzu kamen zahlreiche europäische Theater- und Vaudevilletruppen, die ab der 2. Hälfte des 19. Jahrhunderts den amerikanischen Markt entdeckten. Noch im 20. Jahrhundert kamen nicht wenige europäische Darsteller, die später durch den Film berühmt werden sollten, auf diesem Wege in die USA; bekannte Beispiele sind Cary Grant und Stan Laurel. Aber auch europäische Stars der Hochkultur wie etwa Sarah Bernhardt suchten im 19. Jahrhundert amerikanische Bühnen auf. Eine spezifisch amerikanische Form der Burleske war die Minstrel show, bei der u. a. weiße Schauspieler mit rußgeschwärzten Gesichtern in unverhohlen rassistischer Manier das Leben der schwarzen Bevölkerung karikierten. Das Theater wurde aber auch von den Abolitionisten als politisches Medium genutzt; Adaptionen von Harriet Beecher Stowes Roman Onkel Toms Hütte waren Publikumsmagneten. Der New Yorker Broadway wurde gegen Ende des 19. Jahrhunderts Zentrum des nationalen Theaterbetriebs und Ausgangspunkt neuer Entwicklungen wie des Musicals.
Im 20. Jahrhundert machte der Aufstieg des Hollywood-Kinos dieser Theaterkultur den Garaus, doch nun traten auch zunehmend Dramatiker hervor, die sich der Hochkultur verpflichtet sahen. Hier sind insbesondere Eugene O’Neill, der 1936 den Literaturnobelpreis erhielt, Arthur Miller (Tod eines Handlungsreisenden, 1949), und Tennessee Williams (Endstation Sehnsucht, 1947) zu nennen. Viele erfolgreiche Stücke wurden auch für die Leinwand adaptiert, so etwa Williams’ Endstation Sehnsucht. Thornton Wilders Unsere kleine Stadt (1938) ist vom epischen Theater Brechts geprägt; heute ist es in den USA das wohl bis heute meistaufgeführte Stück – insbesondere bei Schultheatergruppen erfreut es sich ungebrochener Beliebtheit. Nach dem Zweiten Weltkrieg entwickelte sich die Living-Theatre-Bewegung. Der bedeutendste amerikanische Vertreter des absurden Theaters ist Edward Albee (Wer hat Angst vor Virginia Woolf?, 1962). Bis heute führt die amerikanische Theaterkultur jedoch – im Vergleich zur europäischen – ein Nischendasein. Ein wesentlicher Grund dafür ist, dass der Theaterbetrieb in den USA nicht staatlich subventioniert wird.

### Regionale Eigenarten
Die geografisch wie historisch bedingten Unterschiede der verschiedenen Landesteile schlagen sich auch in der Literatur nieder; oft werden Dialekte wiedergegeben, um in der local color fiction ein realistisches Bild des Alltagslebens zu vermitteln. Viele regional inspirierte Werke wie Mark Twains Geschichten über den Mississippi oder William Faulkners modernistische Südstaatenromane zählen zur Weltliteratur.
In den Südstaaten der USA entwickelte sich eine auf der Sklaverei und der Plantagenwirtschaft begründete, quasi-aristokratische Kultur. Seit ihrer Niederlage der Südstaaten im Bürgerkrieg wurde das Pathos vergangener Größe zum prägenden Motiv in der Literatur: Auf die Frage, warum der Süden so viele große Schriftsteller hervorgebracht habe, antwortete Walker Percy mit dem berühmten Diktum Because we got beat („Weil wir geschlagen wurden“). Oftmals verklärten weiße Schriftsteller die Antebellum-Gesellschaft des Südens zu einem harmonischen Gemeinwesen, in dem alle Männer Gentlemen, alle Frauen Ladies, und die Sklaven fröhlich, genügsam, kindsähnlich und loyal waren, so im bis heute meistverkauften amerikanischen Roman, Margaret Mitchells Vom Winde verweht (1936). Ein kritischeres Bild findet sich im 19. Jahrhundert bei afroamerikanischen Schriftstellern wie Charles W. Chesnutt, aber auch bei weißen wie George Washington Cable, Joel Chandler Harris und Kate Chopin. Das zwiespältige Verhältnis des Südens zu seiner Vergangenheit prägte auch die Blütezeit der Südstaatenliteratur ab etwa 1930, die so genannte Southern Renaissance, mit Autoren wie Caroline Gordon, Katherine Anne Porter, Allen Tate, und Robert Penn Warren, und auch den Schauerroman des Südens, die so genannte Southern Gothic, als deren Stammvater Edgar Allan Poe gilt. Sie wird mithin als eigenes Genre angesehen, in dem sich in den Worten Tennessee Williams’ eine „Erkenntnis der grundlegenden Scheußlichkeit der modernen Erfahrung“ ausdrückt. Ihren Höhepunkt erreichte sie in den Werken William Faulkners, nach dem Zweiten Weltkrieg knüpften Autoren wie Carson McCullers, Truman Capote, James Dickey, William Styron, Harper Lee, Eudora Welty und Flannery O’Connor an diese Tradition an.
Der Western ist auch in der Literatur ein eigenes Genre, besonders in der Trivialliteratur, aber auch in anspruchsvollen Werken wie Owen Wisters The Virginian (1902) wurde der Mythos vom Wilden Westen erst erfunden. In jüngerer Zeit haben Autoren wie Thomas Berger, Wallace Stegner, Norman Maclean, Larry McMurtry, Annie Proulx und besonders Cormac McCarthy einen kritischeren Zugang zur Thematik gefunden.
Der Mittlere Westen steht häufig für provinziell-hinterwälderisches Kleinstadtleben, das etwa in Sherwood Andersons Winesburg, Ohio (1919), den Romanen von Sinclair Lewis oder in Garrison Keillors Geschichten über den fiktiven Ort Lake Wobegon mal liebevoll, mal satirisch dargestellt wird. Häufig schwingt hierbei die im kollektiven Bewusstsein der Amerikaner weit verbreitete Auffassung mit, der Mittlere Westen sei America's Heartland und könne daher einen Anspruch auf Repräsentativität erheben; Amerika sei hier am „amerikanischsten“.

## Geschichte

### Kolonialzeit

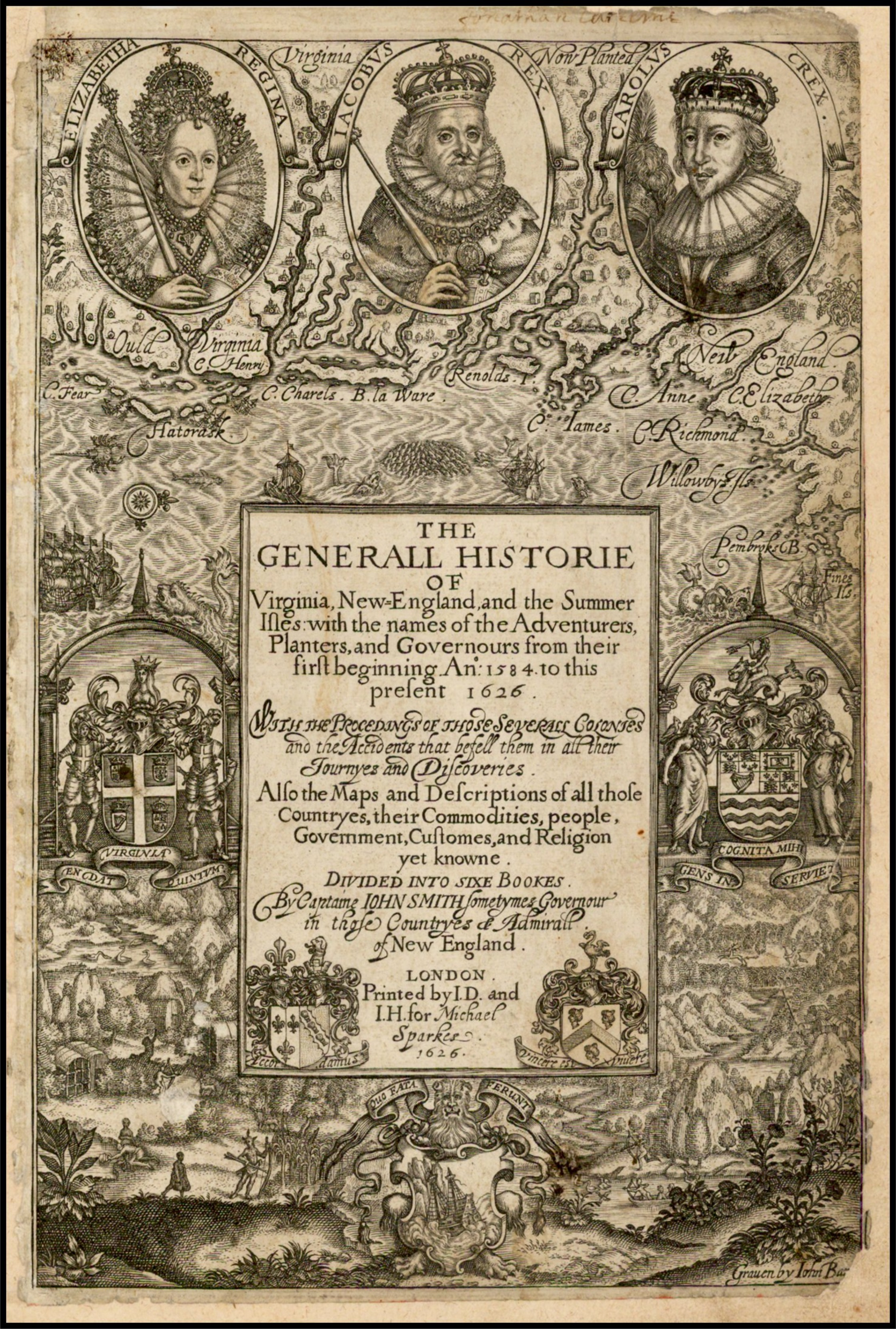
John Smiths Generall Historie of Virginia (1624)

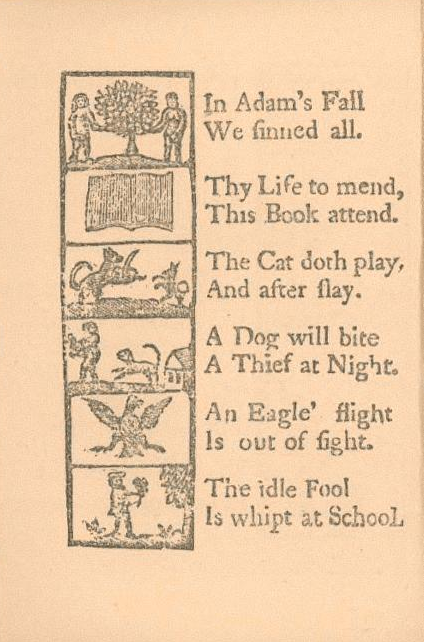
Der New England Primer: Die Buchstaben A bis F

Die ersten Puritaner gelangten 1620 auf der Mayflower nach Neuengland und gründeten dort die Siedlung Plymouth. Ihr Schicksal hielt ihr erster Gouverneur William Bradford in einer History of the Plymouth Plantation fest, die jedoch erst 1856 veröffentlicht wurde. Diesen so genannten „Pilgervätern“ folgten ab 1630 Tausende kongregationalistische Puritaner und errichteten rund um Boston die Massachusetts Bay Colony. Ihr erster Gouverneur John Winthrop hielt noch vor der Landnahme eine Predigt, in der er das Bild von Amerika als „Stadt auf dem Hügel“ prägte. Auf Winthrop und die Puritaner werden daher – nur zum Teil zu Recht – die Ursprünge des amerikanischen Sendungsbewusstseins zurückgeführt. Winthrops History of New England wurde erst 1853 veröffentlicht. Zu den führenden Predigern der ersten Puritanergeneration zählten weiterhin Thomas Hooker, Richard Mather, Thomas Shepard und John Cotton. Sie hinterließen eine beträchtliche Anzahl von Predigten, theologischen Abhandlungen und Schriften zur neuenglischen Kirchengeschichte. Auch die Schriften des Abweichlers Roger Williams’ über Fragen der religiösen Toleranz und der Trennung von Staat und Kirche verdienen Erwähnung. Viele Puritaner – darunter Winthrop und Shepard – führten Tagebücher. Diese ausgeprägte Neigung zur Selbstbeobachtung hängt mit der calvinistischen Sorge um den eigenen Gnadenstand zusammen; ständig beschäftigten sich die Puritaner mit der Frage, ob ihr Handeln gottgefällig sei. Auch hielten sie nach Fingerzeigen der Vorsehung im Diesseits, insbesondere in der Natur, Ausschau.
Die ersten Dokumente der amerikanischen Literatur sind Reiseberichte und Chroniken der ersten Siedlungen in Virginia und Neuengland, Tagebücher, Predigten, theologische Traktate und Gebrauchsliteratur, kaum aber Texte, die mit künstlerischem Anspruch verfasst wurden. Dies ist zum Teil auf den Asketismus der Puritaner zurückzuführen. Weltliche Genüsse waren ihnen verpönt, Theateraufführungen lange verboten. Auch in der Prosa forderten die Puritaner einen schmucklosen plain style, und so waren die Voraussetzungen für die Entwicklung einer literarischen Tradition denkbar schlecht. Andererseits war Neuengland im 17. Jahrhundert die Gesellschaft mit der höchsten Alphabetisierungsrate weltweit. Dies war der protestantischen Doktrin der sola scriptura zu verdanken, die dem Bibelstudium eine zentrale Bedeutung zumaß. Das erste in Nordamerika gedruckte Buch war das Bay Psalm Book (1640), eine metrische Neuübersetzung der Psalter; das mit über zwei Millionen Exemplaren neben der Bibel bei weitem meistgedruckte Buch der Kolonialzeit eine Fibel, der 1690 erstmals aufgelegte New England Primer. Er ist zugleich ein Zeugnis der puritanischen Weltsicht. Bereits mit dem ersten Buchstaben wird dem Schüler die Sündhaftigkeit des Menschen eingebleut; der Merkspruch lautet „Bei Adams Fall sündigten wir alle“.
Allein die Dichtung konnte sich in Neuengland entfalten, doch auch sie war oft – wie etwa Michael Wigglesworths Day of Doom – als religiöse Erbauungsliteratur konzipiert. Dieses in Knittelversen gehaltene Gedicht über den Jüngsten Tag war in vielen Haushalten neben der Bibel das einzige Buch, das überhaupt zugelassen war. Die wichtigsten puritanischen Dichter waren Edward Taylor und Anne Bradstreet. Einige Gedichte Bradstreets wurden 1650 in London unter dem Titel The Tenth Muse Lately Sprung Up in America veröffentlicht. Bereits der Titel deutet darauf hin, dass man bisher die Muse kaum in Amerika vermutet hatte. Bradstreets Gedichte haben oft auch die Freuden des Ehelebens und der Häuslichkeit zum Thema. Taylor orientierte sich an der metaphysischen Dichtung John Donnes.
Einen Einblick in das Alltagsleben der Puritanerzeit gewährt das Tagebuch des Richters Samuel Sewall, von dem die Jahrgänge 1674–77 und 1685–1729 erhalten geblieben sind, und der 1704 von der Geschäftsfrau Sarah Kemble Knight verfasste Bericht einer Reise von Boston nach New York (The Journal of Madam Knight). Das erste originär amerikanische Genre ist die captivity narrative, also Erlebnisberichte von Weißen (meist Frauen), die in indianische Gefangenschaft gerieten. Der erste und bis heute wohl bekannteste ist der Bericht von Mary Rowlandson, die 1675 mit ihren drei Kindern gefangen genommen wurde. Er erlebte bis in das 19. Jahrhundert zahlreiche Auflagen und gilt als der erste amerikanische Bestseller. Eine besonders anschauliche Schilderung des Lebens der Seneca-Indianer findet sich bei Mary Jemison, die 1758 während des Siebenjährigen Krieges verschleppt wurde und später aus freien Stücken bei den Seneca lebte.
Auch die Siedler Virginias waren ihre eigenen Historiker. John Smith, einer der Gründer von Jamestown, verfasste 1608 A True Relation of Occurrences and Accidents in Virginia. Sein späterer Bericht über seine angebliche Rettung durch die Indianerin Pocahontas ging in die amerikanische Folklore ein. In den südlicheren Kolonien entwickelte sich im 17. Jahrhundert eine aristokratisch geprägte und im Vergleich zu Neuengland profane Kultur. Ihr bedeutendster Chronist war Robert Beverley mit The History and Present State of Virginia. Im Süden blühte auch die Satire. William Byrd lieferte mit The History of the Dividing Line (1738) eine eher humorige Version der Geschichte Virginias. Anonyme Autoren nahmen 1741 in einer True and Historical Narrative of the Colony of Georgia die Gründer dieser Kolonie aufs Korn. George Alsop schrieb über Maryland, und Ebenezer Cooke beschloss sein satirisches Versepos The Sot-Weed Factor (1708) über diese Kolonie mit dem Fluch, Gottes Zorn möge „dieses Land verwüsten, in dem kein Mann treu ist, und nicht eine Frau keusch“.

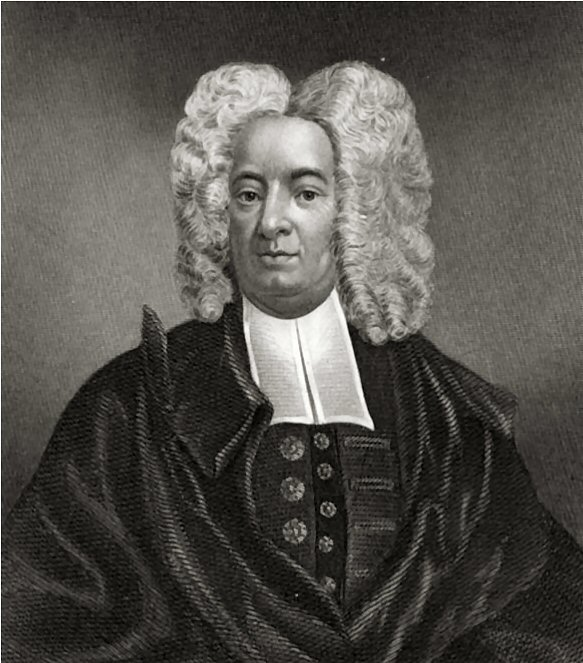
Cotton Mather

Als Krönung der puritanischen Geschichtsschreibung gelten die Magnalia Christi Americana (1702) von Cotton Mather. Mather, der gelehrteste Puritaner der dritten Siedlergeneration, veröffentlichte insgesamt mehr als 400 Schriften. Nach 1700 hatte sich der Puritanismus jedoch als religiöse und intellektuelle Kraft erschöpft, und auch die Neuengländer wandten sich zunehmend profanen Dingen zu. In detaillierten Jeremiaden beklagten die Pfarrer den Niedergang der Sitten „und produzierten so die pikanteste Prosa der Zeit“ (so Perry Miller). Ein letztes Aufbäumen des New England Way stellte das Great Awakening dar. Diese Erweckungsbewegung wurde ab 1733 durch die flammenden Predigten Jonathan Edwards’ ausgelöst, der eine Rückkehr zum orthodoxen Calvinismus forderte. 1739–40 erreichte sie ihren Höhepunkt, und 1741 hielt Edwards die Predigt Sinners in the Hands of an Angry God, in der er detailliert die Qualen beschrieb, die den Sünder vor seinem Schöpfer erwarten. Bis heute ist diese Predigt als Inbegriff der puritanischen Weltsicht bekannt. Edwards schrieb auch bedeutende theologische Abhandlungen und hinterließ ein Tagebuch sowie eine autobiographische Personal Narrative. 1722–23 schrieb er insgesamt 70 Resolutions nieder, also Leitlinien für einen gottgefälligen und disziplinierten Lebenswandel.

Benjamin Franklin am französischen Königshof

Eine ähnliche Liste von 13 Tugenden schrieb etwa zur selben Zeit Benjamin Franklin, doch ist sie bei ihm nicht religiös motiviert. Franklins Maximen sind vielmehr von den rationalistischen Ideen der Aufklärung geprägt, wie auch seine spätere politische Laufbahn. Seine journalistische und literarische Karriere begann er in Boston, wo er für die Zeitung seines Bruders Essays zu politischen und gesellschaftlichen Themen schrieb. 1733–58 gab er jährlich den Poor Richard's Almanac heraus, zu dem er vor allem Aphorismen beisteuerte, von denen viele in die Umgangssprache eingingen. Als sich der Konflikt zwischen den amerikanischen Kolonien und dem englischen Mutterland verschärfte, wurde Franklin einer der führenden Köpfe der amerikanischen Unabhängigkeitsbewegung. So schrieb er auch zahlreiche politische Essays und Satiren, die in England wie in Amerika gelesen wurden. Seine unvollendete Autobiographie (1771–89) wurde in zahlreiche Sprachen übersetzt.

### Unabhängigkeit und frühe Republik
Der Unabhängigkeitskrieg und die Gründung der Republik gingen mit einer Politisierung der Literatur einher; viele der nach 1776 entstandenen Werke sind von einem überschwänglichen Patriotismus geprägt. Schon zu Lebzeiten erfuhren die führenden Köpfe der Revolution wie George Washington eine literarische Apotheose, etwa in Timothy Dwights Heldenepos The Conquest of Canaan (1785) oder auch in einigen Gedichten von Phillis Wheatley, der ersten Schwarzen, deren Gedichte veröffentlicht wurden. Dwight zählte mit Noah Webster, John Trumbull und anderen zu der Gruppe der Hartford Wits. Dieser Intellektuellenzirkel schrieb vor allem neoklassizistische Lyrik nach englischem Vorbild, auch wenn diese Form der Dichtung in England schon lange aus der Mode gekommen war. Webster erstellte von 1806 bis 28 ein An American Dictionary of the English Language; auf seine Rechtschreibreform gehen die meisten Unterschiede in der Orthografie des amerikanischen gegenüber dem britischen Englisch zurück. Philip Freneau schrieb zutiefst patriotische Oden über die Revolution und die junge Republik, pries die Vorzüge amerikanischer Erzeugnisse wie Tabak und Rum und zeichnete ein sehr wohlwollendes Bild der Indianer; er erhielt später den Beinamen „Dichter der amerikanischen Revolution“. Auch die Letters of an American Farmer (1782) des französischen Emigranten Hector St. John de Crèvecoeur priesen Fleiß und den Wohlstand der Amerikaner.
Die frühen amerikanischen Romane stehen in der Tradition des englischen Sentimentalismus in der Nachfolge Samuel Richardsons; sie bewegen sich aber überwiegend auf dem Niveau von Groschenromanen. Meist steht ein unschuldiges Mädchen im Mittelpunkt der Handlung, das von einem mehr oder minder windigen Verehrer umgarnt wird. In The Power of Sympathy (1789), der als erster amerikanischen Roman überhaupt gilt, und der heute William Hill Brown zugerechnet wird, vermag die Umworbene der Versuchung noch zu widerstehen. In Susanna Rowsons Charlotte Temple (1791) gibt die Protagonistin nach und stürzt ins Verderben. Dieser Verführungsroman erlebte bis 1900 etwa 200 Neuauflagen und ist das wohl meistgelesene amerikanische Buch der ersten Hälfte des 19. Jahrhunderts. Der erste amerikanische Autor, der das Schreiben zum Beruf machte (dabei allerdings scheiterte), war Charles Brockden Brown. 1798–99 verfasste er auch aus Geldnot in nur einem Jahr vier Schauerromane: Edgar Huntly, Arthur Mervyn, Ormond und Wieland. Brown griff darin die englische Tradition der Gothic Novel auf, verlagerte in Arthur Mervyn den Schauplatz der Handlung aber von den verwunschenen Schlössern Europas in die Städte Amerikas. Brown gilt gleichsam als Wegbereiter des psychologischen Romans und übte großen Einfluss auf Edgar Allan Poe aus.

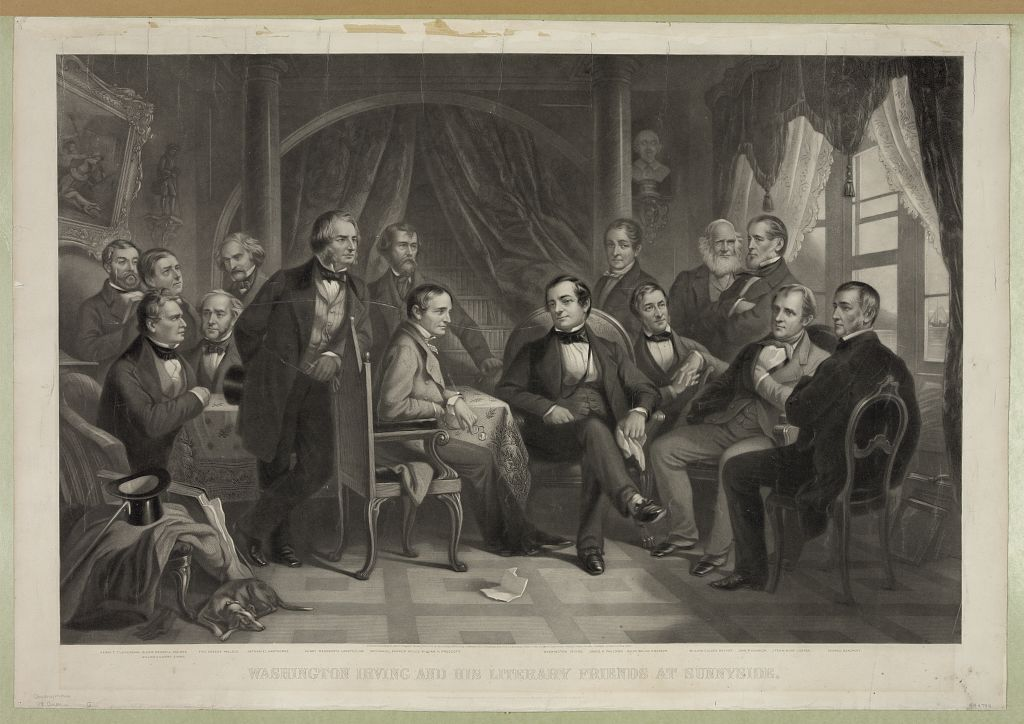
Washington Irving und seine literarischen Freunde – dieser Stich aus dem Jahr 1864 zeigt ein imaginäres Treffen der zeitgenössischen großen Literaten der Vereinigten Staaten in Washington Irvings Bibliothek. Irving (in der Mitte des Bildes) wird als „Vater“ und Mittelpunkt der amerikanischen Literatur dargestellt. Von links nach rechts sind dargestellt: Henry Theodore Tuckerman, Oliver Wendell Holmes, Sr., William Gilmore Simms, Fitz-Greene Halleck, Nathaniel Hawthorne, Henry Wadsworth Longfellow, Nathaniel Parker Willis, William Hickling Prescott, Washington Irving, James Kirke Paulding, Ralph Waldo Emerson, William Cullen Bryant, John Pendleton Kennedy, James Fenimore Cooper, George Bancroft. An der Auswahl wird der Wandel des literarischen Kanons seit dieser Zeit deutlich: Viele heute kanonische Autoren des 19. Jahrhunderts wie Herman Melville und Walt Whitman fehlen; einstige Granden wie Tuckerman und Willis sind heute in Vergessenheit geraten.

Die ersten amerikanischen Schriftsteller, die sich auch in Europa einen Namen machen und auch von ihren Büchern leben konnten, waren Washington Irving und James Fenimore Cooper. Beide wurden stark von den historischen Romanen Sir Walter Scotts beeinflusst. Irving veröffentlichte 1819 die Essay- und Kurzgeschichtensammlung The Sketch Book of Geoffrey Crayon, Gent., in der er oftmals europäische Sagenstoffe auf amerikanischen Boden verpflanzte. Er wird heute oft als Begründer der amerikanischen short story (Kurzgeschichte) bezeichnet.
Seine romantisierenden Darstellungen des europäischen wie des amerikanischen Landlebens erscheinen jedoch heute trivial; allein die Kurzgeschichten Rip Van Winkle und The Legend of Sleepy Hollow sind heute noch einem breiten Publikum bekannt. Irving verfasste zudem monumentale Biografien über seinen Namenspatron George Washington und über Christoph Kolumbus.
Cooper schrieb die ersten Seefahrts- und Spionageromane der amerikanischen Literatur, ist aber heute vor allem für seine fünf Lederstrumpf-Romane (1823–1841) bekannt. Diese historischen Romane behandeln das Leben an der Frontier, der Grenze zwischen der „zivilisierten“ Welt der weißen Siedler und der von Indianern bewohnten „Wildnis“. Wie auch Irving stellte Cooper die Indianer Nordamerikas oftmals als „edle Wilde“ im Sinne Rousseaus dar. Sein literarisches Verdienst ist oft in Frage gestellt worden (berühmt wurde Mark Twains Aufsatz The Literary Offenses of Fenimore Cooper (1895)). Seine Charaktere sind meist stereotyp, die Handlung voraussehbar, der Stil oft unbeholfen. Dennoch behandelte Cooper in seinen Romanen Themen, die für die amerikanische Kultur eine besondere Relevanz haben: die Erschließung des Westens, die Zurückdrängung der indianischen Ureinwohner und die zweifelhafte Moral dieses Unterfangens. Mit seinem Spätwerk überwarf sich Cooper mit seinem Publikum, da er eine zunehmend konservativ-aristokratische Haltung gegenüber der amerikanischen Demokratie entwickelte, die er immer mehr als Pöbelherrschaft ansah.
An der Schwelle zur Romantik steht das Frühwerk William Cullen Bryants, das deutlich den Einfluss Wordsworths erkennen lässt. In Gedichten wie To a Waterfowl und Thanatopsis (1817) pries er die Erhabenheit der amerikanischen Natur; mit The Ages (1821) verfasste er ein ambitioniertes Lehrgedicht über die Fortentwicklung der Menschheit.

### Romantik
Die amerikanische Romantik erreichte ihren Höhepunkt gut drei Jahrzehnte, nachdem die europäische ihren Höhepunkt überschritten hatte, doch brachte sie einige Werke hervor, die heute zur Weltliteratur zählen. Nach einem Standardwerk des Literaturwissenschaftlers F. O. Matthiesen wird sie auch häufig als American Renaissance bezeichnet. Meist unterscheidet man die „helle“ Romantik der Transzendentalisten wie Emerson und Thoreau von der „dunklen“ Romantik, zu der Poe, Hawthorne und Melville gezählt werden.

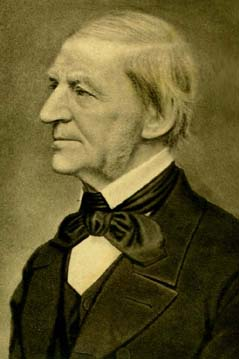
Ralph Waldo Emerson

Ein Meilenstein dieser Epoche war 1836 die Veröffentlichung von Ralph Waldo Emersons Essaysammlung Nature, in der er die Natur als wichtigste Quelle der Spiritualität und somit der Erkenntnis bezeichnete. Emerson, ein ehemaliger unitarischer Geistlicher, scharte in Concord (Massachusetts) einen Kreis Gleichgesinnter um sich. Dieser Transcendentalist Club wurde namensgebend für den Transzendentalismus, der in der Folge als philosophische, religiöse und literarische Bewegung einen großen Einfluss auf die amerikanische Geistesgeschichte ausübte. Er berief sich auf Kants Transzendentalphilosophie, die er einer pantheistischen Schwärmerei dienstbar machte und mit fernöstlicher und indischer Philosophie, und teils gnostischen Elemente verband. Emerson und seine Nachfolger fassten die Natur als göttlich auf, betonten den kreativen Prozess im Natürlichen und nahmen an, es gebe eine Entsprechung zwischen dem Universum und der individuellen Seele. Das Göttliche, eine Weltseele, durchwirke die gesamte Realität, und eine mystische Erkenntnis der Schönheit und Wahrheit der Natur führen zur Erfüllung der menschlichen Bestimmung. Der Intuition kommt dabei höhere Bedeutung zu als dem Verstand, im Prozess des Schreibens hat die Schöpferkraft des Dichters eine quasi göttliche Bedeutung, da er mit Hilfe seiner Phantasie Wirklichkeit durchdringen und harmonisch transzendieren kann. Ein solcher Prozess kann den Einzelnen verwandeln und vollzieht sich abseits der allgemeinen Wahrheiten und überlieferten Traditionen. So verwarf Emerson auch die organisierte Religion zugunsten einer intuitiven Spiritualität. Seinen Ideen verlieh er in einigen Gedichten Ausdruck, von bleibender Bedeutung sind jedoch vor allem seine Essays. Sein Vortrag The American Scholar (1837) wurde oft als „kulturelle Unabhängigkeitserklärung“ der USA bezeichnet.
Henry David Thoreau lieh sich 1845 von Emerson Geld, um zwei Jahre in einer Blockhütte am Waldsee Walden Pond bei Concord zu leben. Er lebte dabei keinesfalls, wie häufig angenommen, völlig autark und isoliert von der Außenwelt – ein Gutteil von Walden (1854) behandelt Thoreaus Umgang mit seinen Nachbarn und seine Handelsgeschäfte. Thoreaus Ziel war es, „bewusst zu leben, und mich nur den wesentlichen Tatsachen des Lebens zu stellen“. In Thoreaus Naturbeschreibungen klingt oft Emersons Schwärmerei an, doch seine Ausführungen über Ethik, Politik und vor allem seine penible Buchführung machen Walden zu einem sehr persönlichen Dokument, das zugleich bodenständig und utopisch erscheint. Das Streben nach einem Alternativen Lebensentwurf machte es viel später, in den 1960er Jahren, zu einem Kultbuch der Hippiebewegung. Thoreaus politischer Essay Ziviler Ungehorsam (1849) beeinflusste unter anderem Mahatma Gandhis und Martin Luther Kings Strategien des gewaltlosen Widerstands; zudem wurde aufgrund der Verehrung, die er gegenüber der Natur empfand, im 20. Jahrhundert eine Ikone der Umweltbewegung.
Emerson forderte wiederholt, dass die Dichtung sich von europäischen Vorbildern lösen müsse, um den Eigenheiten Amerikas gerecht zu werden. Er sah seinen Wunsch erfüllt, als Walt Whitman ihm eine Kopie seines Gedichtbandes Leaves of Grass (1855) zusandte, an dem Whitman bis zu seinem Tode 1890 arbeiten sollte. Whitman verzichtete auf Versmaß und Reime und bahnte so dem freien Vers nicht nur in der amerikanischen Lyrik den Weg. Die französischen Symbolisten (voran Arthur Rimbaud) wurden von ihm beeinflusst, ebenso die Dichter der amerikanischen Moderne. Whitmans oft katalogartige Elegien auf die Städte, Wälder und Menschen der USA machen ihn für viele zum amerikanischen Dichter schlechthin. Auch stellte er oft die Körperlichkeit des Menschen und der Sinneswelt in den Vordergrund und war so auch der erste namhafte Dichter, der unverhohlen die Sexualität – auch seine eigene Homosexualität – thematisierte. Emersons recht vergeistigte Vorstellung von der Durchdringung der Welt wandelte sich bei Whitman so zu einem ausgesprochen diesseitigen Holismus.
Nathaniel Hawthornes Romane und Kurzgeschichten sind dagegen von einem tiefen epistemologischen und metaphysischen Skeptizismus geprägt. Seine Themen waren oftmals die dunklen Seiten der Seele wie der Gesellschaft, also Sünde, Schuld, Strafe und Intoleranz. Bereits in seiner Kurzgeschichtensammlung Twice-Told Tales (1836) zeigte er dabei eine Vorliebe für einen finsteren und oft okkulten Symbolismus in der Tradition der Schauerromane Charles Brockden Browns. In seinem Roman Der scharlachrote Buchstabe setzte er sich mit der strengen Gesellschaft seiner puritanischen Vorfahren auseinander. Der Schwärmerei der Transzendentalisten konnte er wenig abgewinnen. 1841 verbrachte er einige Zeit auf Brook Farm, einer transzendentalistisch gesinnten utopischen Kommune, und hielt das Scheitern dieses Experiments im Schlüsselroman Die Blithedale-Maskerade fest. Wie auch Emerson wurde Hawthorne noch zu Lebzeiten als einer der Begründer einer eigenständigen amerikanischen Nationalliteratur kanonisiert.
Hawthorne war das Vorbild Herman Melvilles; ihm ist der Roman Moby Dick (1851) gewidmet. Melville hatte zuvor bereits mit einigem Erfolg Südsee- und Seefahrerromane veröffentlicht. Moby Dick, ein Roman über die Walfängerei, wurde jedoch auch aus religiösen Gründen von den Literaturkritikern erbarmungslos verrissen, denn Melville zeigte in diesem ungemein komplexen Buch eine Vorliebe für das Okkulte und Satanische, für die „Schwärze der Finsternis“. Der Roman ist zugleich eine enzyklopädische Bestandsaufnahme der wirtschaftlichen, sozialen und wissenschaftlichen Aspekte des Walfangs und eine weit ausholende Reflexion über die grundlegenden Fragen des menschlichen Daseins, über das Wesen von Gut und Böse, die Begrenztheit der menschlichen Erkenntnisfähigkeit und andere religiöse und metaphysische Themen. Diktion und Form des Romans sind diesem Umstand angepasst und entsprechend vielfältig, ein Mosaik verschiedener Genres. Erst zu Beginn des 20. Jahrhunderts war der Zeitgeschmack reif für das Buch, und der in Vergessenheit geratene Melville wurde seinerzeit zu einem der Paten der Moderne. Nach dem Misserfolg von Moby Dick versuchte Melville vergebens, seinen Ruf wiederherzustellen, aber auch die Qualität seines Spätwerks, insbesondere kürzerer Prosastücke wie Billy Budd und Bartleby der Schreiber, wurde erst lange nach seinem Tod erkannt.
Emily Dickinson lebte zeit ihres Lebens zurückgezogen und von der Literaturszene Neuenglands unbeachtet in dem kleinen Dorf Amherst (Massachusetts) und schrieb insgesamt 1775 Gedichte, von denen nur sieben zu ihren Lebzeiten gedruckt wurden. Erst nach 1950 wurden sie entdeckt und einer breiten Öffentlichkeit bekannt. In ihrer präzisen und oft seltsam modern anmutenden Lyrik drückt sich eine tiefe Spiritualität, oft aber schiere existenzielle Verzweiflung aus.

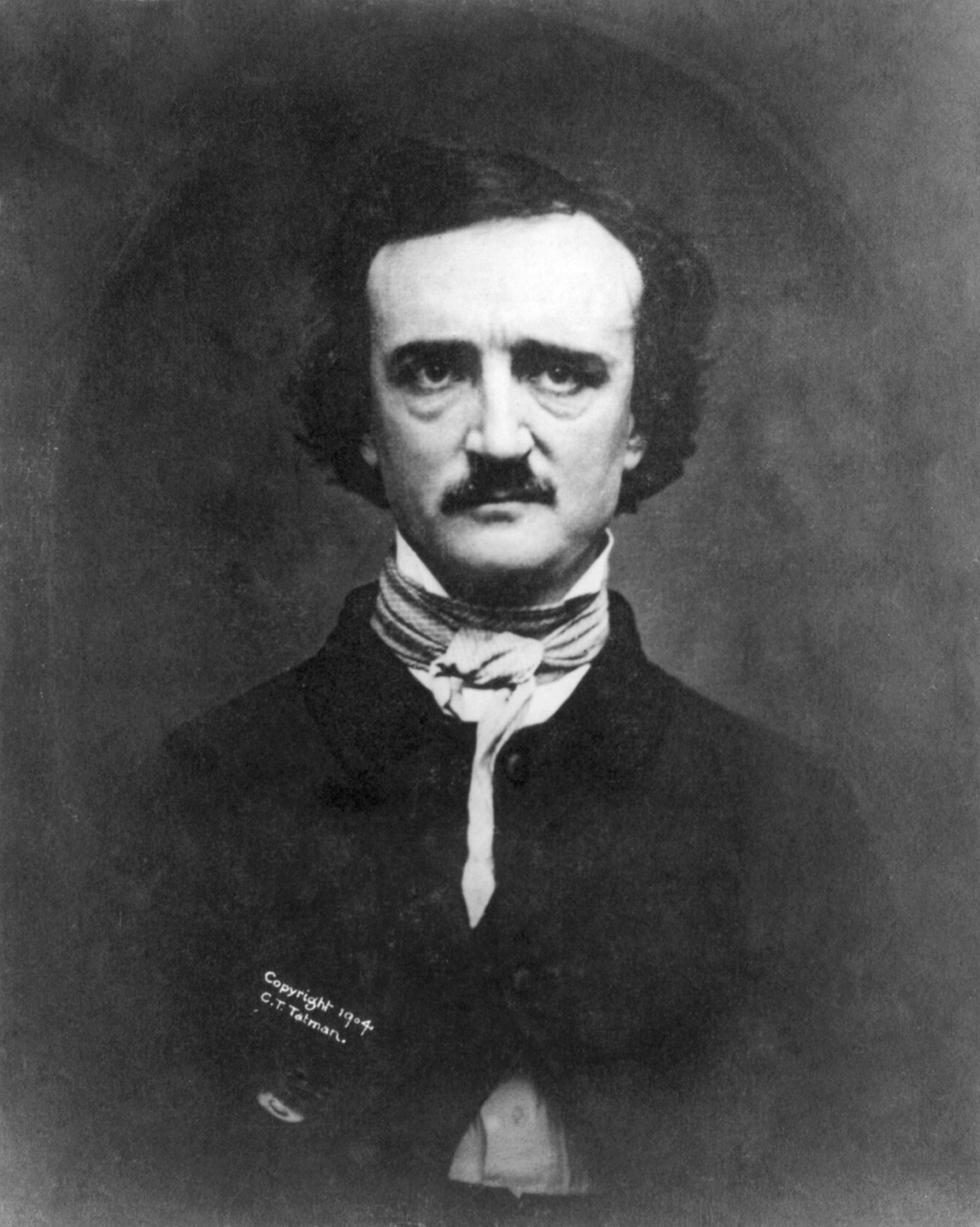
Edgar Allan Poe 1848 (Daguerreotypie)

Edgar Allan Poe waren die neuenglischen Transzendentalisten suspekt; dies beruhte jedoch durchaus auf Gegenseitigkeit. Seine finsteren Kurzgeschichten beeinflussten die Entwicklung der phantastischen und der Horrorliteratur nachhaltig, mit Der Doppelmord in der Rue Morgue erfand er die moderne Detektivgeschichte. Auch die Science-Fiction-Literatur verdankt ihm entscheidende Impulse, geht es doch in seinem einzigen Roman The Narrative of Arthur Gordon Pym of Nantucket um eine realistisch präsentierte Südpolfahrt und in anderen Geschichten um Fortschritte bei der Ballonfahrt oder die Wiedererweckung von Mumien mittels Voltascher Säulen. Poe gelang es dabei, durchaus als journalistischer Scoop, Erzählungen als Reportagen in Zeitungen zu platzieren, wozu beitrug, dass er, im Unterschied zu der romantischen, phantastischen Literatur, nicht bloß fabulierte, sondern neueste Erkenntnisse der Naturwissenschaften mit erzählerischen Einfällen verband. Poes Verdienste um die Lyrik werden von heutigen Literaturkritikern zwiespältig beurteilt. Einige seiner dichterischen Werke sind eher kunstfertig als künstlerisch gelungen, andererseits gelang es ihm – auch mittels einer ausformulierten Dichtungstheorie (Die Philosophie der Komposition, Das poetische Prinzip) – die Lyrik über Romantik und Realismus hinaus in das Gebiet symbolistischer und lautpoetischer Sprachkunst hin zu entwickeln. Manche seiner Gedichte wie Der Rabe und Annabel Lee gehören zu den meistzitierten und -parodierten nicht nur der amerikanischen Literatur. Nach seinem frühen wie tragischen Tod (1849) geriet Poe wenn auch nicht ganz in Vergessenheit, so doch in Misskredit. In Frankreich erfreuten sich seine Werke jedoch in Übersetzungen Baudelaires und Verlaines großer Beliebtheit, und erst über diesen Umweg wurde Poes Genie schließlich auch in den USA erkannt.
Bis zum Beginn des 20. Jahrhunderts wurden Hawthorne und Emerson im Kanon der amerikanischen Literatur Autoren zur Seite gestellt, deren Ansehen heute verblasst ist, da ihre Werke späteren Kritikern allzu konventionell erschienen: Oliver Wendell Holmes, Henry Wadsworth Longfellow und James Russell Lowell. Sie zählten zu den „Brahmanen von Boston“ (Boston Brahmins), stammten also (mit Ausnahme Longfellows) aus den vornehmsten Familien Bostons und waren allesamt eng mit der Harvard-Universität verbunden. Longfellow war dort der erste Professor für moderne Sprachen und wurde in dieser Funktion 1855 von Lowell beerbt. Auch die Geschichtsschreiber Francis Parkman, William H. Prescott und J. Lothrop Motley werden ob der stilistischen Virtuosität und des erzählerischen Charakters ihrer Werke zur Literaturgeschichte der USA gerechnet. Prescott schrieb umfangreiche Werke zur Geschichte Spaniens und seiner Kolonien in der Neuen Welt und nahm sich in nicht minder epischer Breite der Geschichte der Niederlande an; Parkman ist für seine Arbeiten zur Kolonialgeschichte der USA und Kanadas berühmt geworden.
Schließlich ist noch festzuhalten, dass die Trivialliteratur im gesamten 19. Jahrhundert den Buchmarkt beherrschte, was Hawthorne zu der berühmten Aussage veranlasste, Amerika sei ganz und gar einem „verdammten Mob krakelnder Frauen“ überlassen worden. Als dessen herausragende Vertreterinnen seien Susan Warner (The Wide, Wide World, 1850), Fanny Fern (Ruth Hall, 1854), E. D. E. N. Southworth (The Hidden Hand, 1859) und Augusta Jane Evans Wilson (St. Elmo, 1866) genannt. Aber auch Männer schrieben sensationalistische Literatur; George Lippards Schauerroman The Quaker City or the Monks of Monk Hall (1845) sei hier angeführt. Zur Trivialliteratur müssen zudem die zahlreichen Romane der Abstinenzbewegung gezählt werden, in denen in oft drastischer Weise die Folgen des Alkoholkonsums geschildert werden.

### Abolitionismus und Bürgerkrieg

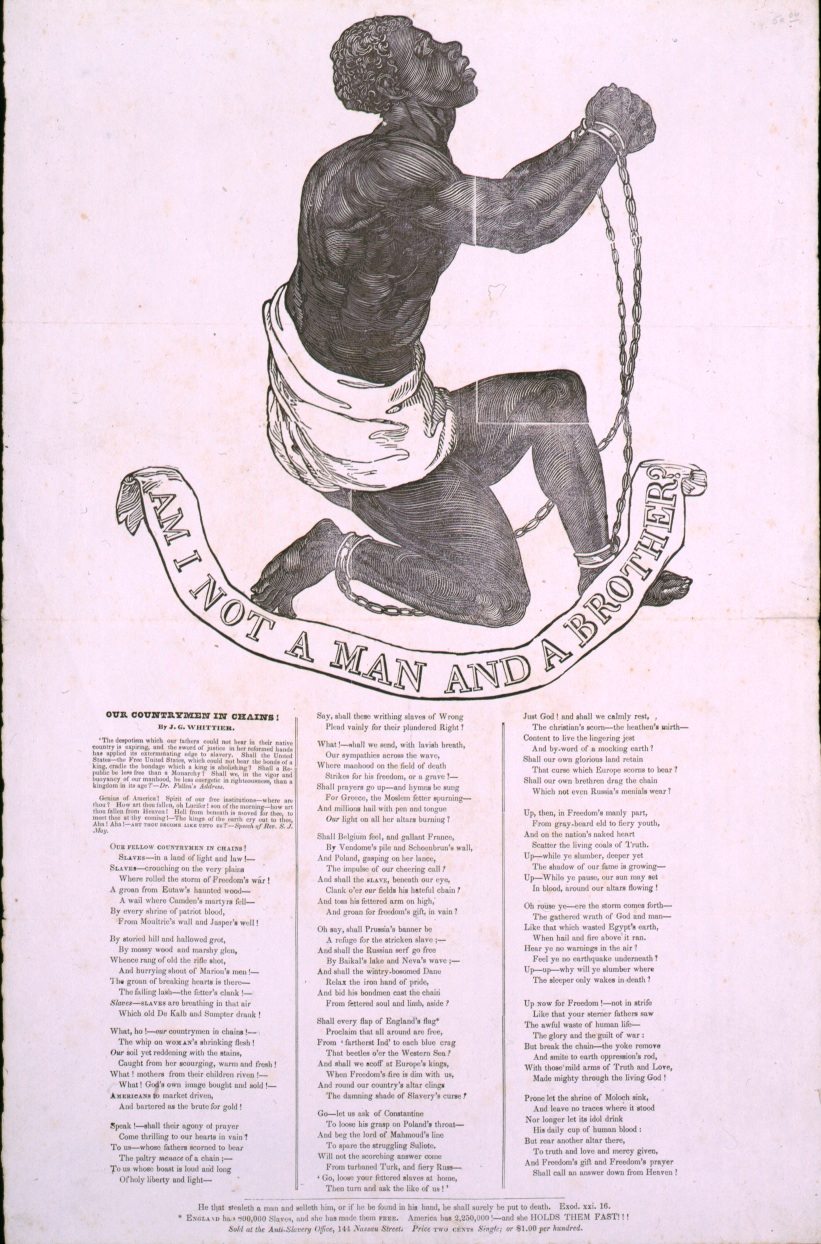
Flugblatt mit Whittiers Gedicht „Unsere Landsleute in Ketten“, 1837

Im 19. Jahrhundert verschärfte sich stetig der Konflikt zwischen Nord- und Südstaaten um die Rechtmäßigkeit der Sklaverei. Er wurde auch mit literarischen Mitteln ausgetragen. Eine bedeutende Rolle in der Abolitionismusbewegung spielten Quäker, wie etwa der Wanderprediger John Woolman schon im 18. Jahrhundert. Seine Autobiografie ist auch in literarischer Hinsicht bemerkenswert. John Greenleaf Whittier, ebenfalls Quäker, verurteilte die Ausbeutung der Sklaven vor allem als Journalist, aber auch in oft nachgedruckten Gedichten wie Ichabod. Der Abolitionismus brachte auch einen beträchtlichen Korpus meist arg melodramatischer Trivialliteratur hervor, die die Zustände im amerikanischen Süden bloßstellen sollte. Aber auch slave narratives, also authentische Berichte, die von ehemaligen Sklaven selbst verfasst wurden, erreichten hohe Auflagen. Bereits 1789 wurde die Autobiografie des Briten Olaudah Equianos ein Bestseller, im 19. Jahrhundert sind insbesondere Frederick Douglass (1845) und Harriet Jacobs zu nennen. Der wohl folgenreichste Roman der amerikanischen Geschichte erschien 1852: Harriet Beecher Stowes Uncle Tom's Cabin (Onkel Toms Hütte) wurde im Norden ein Bestseller und trug wesentlich zum Erstarken des Abolitionismus bei.
1861 brach der Bürgerkrieg aus und führte auf beiden Seiten zu einer Welle des Patriotismus, die sich auch in der Literatur niederschlug. Henry Timrod und James Ryder Randall reimten für die Sache der Südstaaten, im Norden wurde Julia Ward Howes Battle Hymn of the Republic zum patriotischen Bekenntnis. Einer der Schriftsteller, der als Soldat in diesem vier Jahre währenden Krieg kämpfte, war Ambrose Bierce, der seine Erfahrungen in einigen Kurzgeschichten verarbeitete. Auch Walt Whitman und Melville schrieben Gedichte über das Gemetzel auf den Schlachtfeldern.
Dennoch wurde der Krieg erst in späteren Jahren zu einem zentralen Thema und Trauma insbesondere der Südstaatenliteratur. Herausragende Bücher zum Thema sind Stephen Cranes Die rote Tapferkeitsmedaille (1895), Faulkners Yoknapatawpha-Romane (1930er), Stephen Vincent Benéts John Brown's Body (1928) und nicht zuletzt Margaret Mitchells Vom Winde verweht (1936), der meistverkaufte amerikanische Roman aller Zeiten.

### Realismus
Nach dem Bürgerkrieg wurde in der amerikanischen Literatur ein sozialkritischer Ton prägend. Die USA waren ein Land im Umbruch. Masseneinwanderung, Industrialisierung und Urbanisierung veränderten die Gesellschaft grundlegend. Die viel gelesenen Romane Horatio Algers beschworen zwar das „Land der unbegrenzten Möglichkeiten“, doch angesichts der sozialen Realität beschrieben viele Schriftsteller der Zeit die Schattenseiten des kapitalistischen Wirtschaftssystems. Analog zur europäischen Literatur werden die Jahre bis etwa 1900 meist unter dem Epochenbegriff des Realismus zusammengefasst. Natürlich lässt sich aber nicht die gesamte literarische Produktion dieser Jahre unter diesem Programm der wirklichkeitsgetreuen Darstellung subsumieren. So war das wohl meistverkaufte Buch der Epoche der Historienroman „Ben Hur“, verfasst vom Bürgerkriegsgeneral Lew Wallace. Edward Bellamy konnte mit seinem utopischen Roman Looking Backward 2000–1887 ähnlich hohe Auflagen erreichen. Nach dem Vorbild Longfellows und der viktorianischen englischen Dichter der Zeit schrieben viele damals angesehene Dichter konventionelle Lyrik, die heute in Vergessenheit geraten ist. So ist Emma Lazarus wohl nur noch deswegen bekannt, weil ihr Sonett The New Colossus (1883) am Podest der Freiheitsstatue eingraviert ist.
Nach dem Bürgerkrieg verlor Neuengland seine wirtschaftliche und auch seine literarische Vormachtstellung. Der Schwerpunkt des Literaturbetriebs verlagerte sich von Boston nach New York, und zum Ende des Jahrhunderts hatten auch Chicago und San Francisco einen regen Literaturbetrieb vorzuweisen. Viele Schriftsteller von Rang stammten in dieser Zeit aus dem Mittelwesten: Mark Twain aus Missouri, William Dean Howells aus Ohio, Frank Norris aus Chicago. So ist auch ein Gutteil der literarischen Produktion regional geprägt. Die local color literature, eine Art „Heimatliteratur“, suchte die Eigenarten der verschiedenen Landesteile zu vermitteln und befleißigte sich hierzu auch häufig der jeweiligen Dialekte.

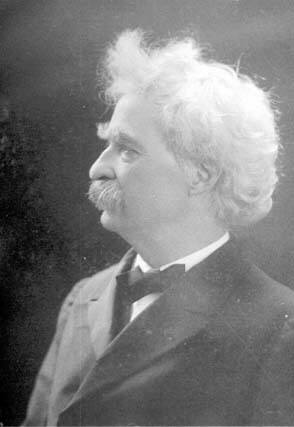
Mark Twain

In diese Regionalliteratur lässt sich auch das Frühwerk Mark Twains einordnen; es hat aber durchaus auch seinen Platz in der Weltliteratur. Die Abenteuer des Huckleberry Finn (1885) gilt heute vielen Kritikern als der erste Anwärter für den Titel der Great American Novel. In seinen Schilderungen des Lebens am und auf dem Mississippi und im amerikanischen Westen erwies er sich als genauer Beobachter des Alltagslebens, aber auch als scharfzüngiger Kritiker der amerikanischen Gesellschaft. Nach einer Satire Twains aus dem Jahre 1873 wird die Zeit von etwa 1870 bis 1890 bis heute häufig als Gilded Age (Vergoldetes Zeitalter) bezeichnet. Twain verfasste eine Vielzahl von Romanen, Reiseberichten, Utopien und Satiren zu verschiedenen Themen. Im Alter sah er die Welt zunehmend pessimistisch. Sein Einfluss auf die Entwicklung der amerikanischen Literatur ist immens. William Faulkner bezeichnete ihn als den „ersten wahrhaft amerikanischen Schriftsteller“.
Twain steht auch exemplarisch für den frontier humour, ein spezieller Humor, der sich an der Siedlungsgrenze entwickelte und dessen Vorliebe für maßlose Übertreibungen und deftige Scherze auch ein Merkmal der Literatur des Westens ist. Bret Harte steht mit seinen Schilderungen der Pioniere in Kalifornien ebenso in dieser Tradition wie Artemus Wards und Ambrose Bierces Satiren. Bierce schrieb zudem Kurzgeschichten über den Bürgerkrieg und einige heute klassische Geister- und Horrorgeschichten.
Die Südstaaten lagen nach dem Bürgerkrieg wirtschaftlich am Boden und waren auch politisch bedeutungslos. In ihrer Literatur wurde oftmals die „gute alte Zeit“ vor dem Krieg nostalgisch verklärt, so etwa im Werk von Thomas Nelson Page und Joel Chandler Harris; bei George Washington Cable und Charles W. Chesnutt wird die Gesellschaft des Südens dagegen scharf kritisiert. Der Dichter und Musiker Sidney Lanier schrieb eher düstere Oden auf seine Heimat Georgia, oft auch in Mundart. Kate Chopin schrieb über die kreolisch geprägte Gesellschaft Louisianas und löste 1899 mit dem Roman Das Erwachen einen Skandal aus, als sie Ehebruch und Mischehen thematisierte. Dieser Roman wurde bald vergessen; erst seit den 1960er Jahren hat er seinen festen Platz im Kanon.
Der feministischen Literaturwissenschaft gilt Chopin als eine Ikone der Frauenbewegung, ebenso Charlotte Perkins Gilman, deren realitätskritische Utopie Herland (1915), die androzentrischen Realitätskonstruktionen und -prägungen der nordamerikanischen Kultur zum Gegenstand machte und den heute in der Geschlechterverhältnisforschung zentralen Begriff des Androzentrismus mit einführte; auch dieses Werk gelangte – anders als ihre 1899 erschienene bekannte Erzählung The Yellow Wallpaper – erst in den 1970ern zu Berühmtheit. Feministische Tendenzen lässt auch das Werk Louisa May Alcotts erkennen, deren Little Women-Bücher in den USA einen Stellenwert haben, der dem der „Nesthäkchen“-Reihe Else Ury im deutschsprachigen Raum entspricht. Sarah Orne Jewett verfasste um die Jahrhundertwende einige humoristische Romane über die Gesellschaft Neuenglands.
Als Vater des bürgerlichen Realismus als literarischer Strömung gilt William Dean Howells, der sich an europäischen Vorbildern wie Ibsen und Tolstoi orientierte. Er behandelte in zahlreichen Romanen, Kurzgeschichten und Dramen vor allem das Leben der amerikanischen Mittelschicht, zeigte aber etwa in seinem bekanntesten Roman The Rise of Silas Lapham auch Spannungen zwischen den sozialen Schichten auf. Howells stieg bald zum Paten der New Yorker Literaturszene auf.

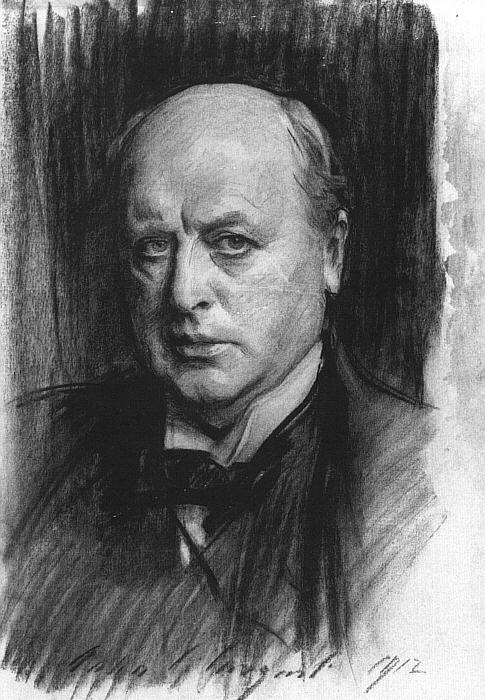
Henry James, Porträt von John Singer Sargent (1913)

In Henry James’ Werk spielt das European theme, der Antagonismus zwischen der „Alten Welt“ Europa mit seiner langen kulturellen Tradition und der Naivität der „Neuen Welt“ Amerika oft eine zentrale Rolle. Da er sich 1875 in England niederließ, beansprucht ihn häufig auch die englische Literatur für sich. Seine Romane zeichnen sich durch die sorgfältige Beschreibung des Innenlebens seiner Charaktere, insbesondere seiner Frauenfiguren, aus (Portrait of a lady 1881). Dieser psychologische Realismus übte großen Einfluss auf Schriftsteller der Moderne aus, etwa auf die Technik des „Bewusstseinsstroms“ (stream of consciousness, den Begriff prägte sein Bruder William James). James’ Behauptung, dass es einer „alten Zivilisation“ bedürfe, um die Schaffenskraft des Romanciers in Gang zu setzen, stand im Widerspruch zur damals propagierten Emanzipation der amerikanischen Literatur, und so musste er sich einiger Anfeindungen erwehren. Aber auch die ungeheure, wenn auch oft ermüdende, Präzision seines Stils und die Handlungsarmut seiner Werke brachten ihm viel Spott ein.
Wie James schrieb auch Edith Wharton bevorzugt über die oberen Gesellschaftsschichten, insbesondere über die oberen Zehntausend New Yorks, der sie auch selbst entstammte. In ihrem Werk werden deren gesellschaftliche Konventionen aber oft in einem spöttelnden Ton als heuchlerisch bloßgestellt; auch die unterdrückte Sexualität wird dezent thematisiert. Henry Adams konnte sich noch vornehmerer Ahnen rühmen: Er war der direkte Nachfahre zweier amerikanischer Präsidenten, John Adams und John Quincy Adams. Sein eigenes Scheitern im politischen wie im persönlichen Bereich führte bei ihm zu einer zutiefst pessimistischen Weltsicht, die er in seiner Autobiografie The Education of Henry Adams (1907) vom gesellschaftlichen Rahmen auf kosmische Dimensionen erweiterte.

### Naturalismus

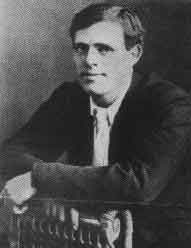
Jack London

Wie auch in der europäischen Literatur radikalisierte sich der Realismus in der Darstellung wie auch in politischer Hinsicht und ging so in den Naturalismus über. Das Massenelend in den Städten wurde nun zum beherrschenden Thema der Literatur, mit all seinen Schattenseiten: die Zerrüttung von Familien und Ehen, Alkoholismus, Kriminalität und Prostitution. Ein sozialdarwinistisch geprägtes Weltbild zeigte nun den Menschen als Triebwesen, die Gesellschaft als stetigen Kampf zwischen Individuen. Diente diese These vielen Industriellen als Rechtfertigung für den Kapitalismus, so ist bei vielen naturalistischen Schriftstellern eine gewisse Nostalgie nach humanistischen Werten spürbar. Ihre Werke verbanden sich mit dem Ruf nach sozialen Reformen, der sich in der Politik im Progressivismus eines Theodore Roosevelt, aber auch in radikalerer Form im erstarkenden Sozialismus widerspiegelte.
Stephen Cranes Hauptthema war der Krieg: als Kriegsberichterstatter lieferte er Reportagen aus dem Spanisch-Amerikanischen Krieg, sein Roman The Red Badge of Courage (1895) stellt vor dem Hintergrund des amerikanischen Bürgerkriegs die militärische Vorstellung von Ehre in Frage. Jack London bereiste als Abenteurer die Südsee und zog während des Klondike-Goldrauschs nach Alaska. Seine Erfahrungen flossen in Romane wie Der Seewolf, Ruf der Wildnis und Wolfsblut ein, in der er die Kreatürlichkeit des Menschen im Kampf um das Überleben in der Natur thematisierte; in König Alkohol nahm er sich auch des Elends des städtischen Proletariats an. Sein Spätwerk stellte er in den Dienst sozialistischer Ideen. Frank Norris gehörte wie London der radikalen Literaturszene San Franciscos an. Seine vom klassischen Naturalismus Zolas inspirierten Romane haben so auch das harte Leben in Kalifornien, dem vermeintlichen gelobten Land, zum Thema. Gier nach Gold (1899) hat den niederträchtigen Mord eines Zahnarztes an seiner Frau, Der Oktopus (1901) den Kampf kalifornischer Weizenbauern gegen die Unbill der Natur und des Kapitalismus zum Thema. Der amerikanische Naturalismus wurde in seiner Entwicklung wohl auch durch den frühen Tod seiner Protagonisten geschwächt: keiner der drei genannten wurde älter als vierzig Jahre.
Als Muckraker (in etwa „jemand der im Dreck wühlt“) wurden um die Jahrhundertwende Sozialreformer bezeichnet, die die oft katastrophalen Lebensverhältnisse der Unterschichten ins öffentliche Bewusstsein trugen. Jacob Riis’ How the Other Half Lives ist eines der bahnbrechenden Werke des investigativen Journalismus. Upton Sinclair deckte in Der Sumpf (1906) die hygienischen Missstände in den Schlachthöfen Chicagos, aber auch die Ausbeutung der Arbeiter auf. Die Veröffentlichung des Romans
führte noch im selben Jahr zum Erlass einer neuen Hygieneverordnung zur Fleischverarbeitung.
Theodore Dreisers Schwester Carrie (1901) behandelt den moralischen Abstieg und sozialen Aufstieg eines Bauernmädchens, das es nach Chicago verschlägt. Blieb dieser Roman seinerzeit noch fast ohne Resonanz, so hatten Dreisers spätere sozialistisch getönten Werke (Eine amerikanische Tragödie, 1925) großen Einfluss auf die neonaturalistische Prosa der 1930er Jahre, also etwa auf Erskine Caldwell, John Steinbeck und James T. Farrell.

### Die Moderne
Die Moderne begann in der amerikanischen Literatur in der Lyrik und war in ihren Anfängen eine Exilbewegung. Gertrude Stein hatte sich 1902 in Paris niedergelassen, Ezra Pound, H. D. und T. S. Eliot gingen noch vor dem Ersten Weltkrieg nach London, ihnen sollten in den nächsten Jahren zahlreiche Schriftsteller und Dichter über den Atlantik folgen (Conrad Aiken, Djuna Barnes, F. Scott Fitzgerald, Ernest Hemingway). In den Salons von Paris und London fand diese verlorene Jugend (Lost Generation – G. Stein) was sie in den USA vermissten: eine experimentierfreudige literarische Avantgarde. So ist die Entwicklung der amerikanischen und europäischen Lyrik des Modernismus in dieser Zeit eng miteinander verbunden, was sich auch in den Biografien ihrer Protagonisten widerspiegelt: T. S. Eliot wurde 1927 britischer Staatsbürger, der englische Dichter W. H. Auden wurde 1946 Amerikaner. Einige Exilanten (Eliot) blieben bis zu ihrem Tod in Europa oder kehrten erst nach dem Zweiten Weltkrieg zurück (Stein, Pound); die meisten kehrten jedoch in ihre Heimat zurück, nachdem sie den Höhepunkt der Bewegung überschritten sahen. Ihre Ernüchterung hielt Malcolm Cowley 1934 in Exile's Return fest.
Andere Literaten konnten sich für die europäische Kultur nicht erwärmen und sahen ihre Aufgabe in der Verhandlung spezifisch amerikanischer Themen, oft auch in typisch amerikanischer Diktion. So unterscheidet man insbesondere in der Dichtung die Kosmopoliten Stein, Pound und Eliot von „heimischen Gewächsen“ wie William Carlos Williams oder Hart Crane. Zum Zentrum der Moderne in den USA wurde New York, in der Literatur wie in den bildenden Künsten. Der Beginn der Moderne wird hier häufig auf das Jahr 1913 datiert, als die Kunstausstellung Armory Show ihre Pforten öffnete. In New York war zunächst der Fotograf Alfred Stieglitz der Pate der Avantgarde, Dorothy Parker und F. Scott Fitzgerald wurden hier zu Chronisten der „wilden Zwanziger“ und des Jazz Age, und John Dos Passos schrieb mit Manhattan Transfer den bekanntesten Großstadtroman der amerikanischen Literatur.
Besonders nach dem Ersten Weltkrieg war die Literatur der Moderne von einem Kulturpessimismus geprägt, der mal nostalgisch, mal fatalistisch geprägt war. Fitzgerald schrieb in seinem Erstlingsroman Diesseits vom Paradies (1920), seine Generation sei zu der Erkenntnis gelangt, dass „alle Götter tot, alle Kriege gekämpft, jeder Glaube zerstört“ seien. Die Literatur wurde in den 1920er und 1930er Jahren aber auch zunehmend politisch, als sich in der Gesellschaft der Konflikt zwischen konservativen und progressiven Kräften verschärfte. Henry L. Mencken schrieb als Berichterstatter süffisante Kommentare zum Scopes-Prozess; als 1927 die Anarchisten Sacco und Vanzetti hingerichtet wurden, hielten vor den Gefängnistoren unter anderem John Dos Passos, Langston Hughes und Edna St. Vincent Millay Mahnwache. Viele Schriftsteller wandten sich dem Sozialismus zu und veröffentlichten in linken Blättern wie New Masses und Partisan Review. Die „proletarische Literatur“ erreichte mit Werken wie Dos Passos’ U.S.A.-Trilogie (1930–36) und John Steinbecks Früchte des Zorns (1939) ihren Höhepunkt nach der Weltwirtschaftskrise; nach den Moskauer Prozessen und dem Deutsch-sowjetischen Nichtangriffspakt wandten sich viele Autoren wieder vom Sozialismus ab.
Die Dichter der Moderne suchten sich von formalen Zwängen zu befreien. Herkömmliche Gedichtformen wurden oftmals zugunsten des freien Verses aufgegeben. Experimente mit neuen Techniken wie Montage oder visueller Poesie entsprachen Entwicklungen in der Musik (Atonalität) und bildenden Kunst (Kubismus) der Zeit. Das Subjekt und somit das lyrische Ich wich häufig einem Stimmengewirr verschiedener Personae, hinter denen sich der Dichter verbarg. Die Hinwendung zur Sprache ist prägend; sie spiegelt die Linguistische Wende in der Philosophie wider. Pound riet angehenden Dichtern, sie sollten sich „ein Wörterbuch kaufen, um die Bedeutung der Wörter zu lernen“ und schickte sich an, die englische Sprache von historischem und ideologischem Ballast zu reinigen. William Carlos Williams definierte ein Gedicht als „Maschine, gebaut aus Wörtern“. Der sprachliche Ästhetizismus der modernistischen Dichter verweigerte sich dabei bewusst einfachen oder gar jeglichen Deutungsversuchen; berühmt wurde auch Steins Ausspruch „Eine Rose ist eine Rose ist eine Rose“.
In der Literaturtheorie entwickelte sich analog zu dieser Poetik der New Criticism.
Er richtete sich gegen die akademische Literaturkritik, die sich oft nur auf historische, philologische und biographische Details der Dichtung bzw. der Dichter beschränkte, und gegen die Annahme, dass ein jedes Gedicht eine „Prosabedeutung“ oder gar eine Moral berge, die im Interpretationsakt sichtbar gemacht werden müsse. Sie pochten stattdessen auf die Bedeutung einer symbolischen Sprache als Mittel der Erkenntnis, um – in den Worten von Cleanth Brooks – aufzeigen, „was das Gedicht als Gedicht aussagt“.
Die Hauptvertreter des New Criticism waren John Crowe Ransom, Allen Tate und Cleanth Brooks, die allesamt um 1920 an der Vanderbilt University in Nashville zueinander gefunden hatten. Zu Beginn ihrer Laufbahn gründeten sie den Dichterbund der Fugitives. Hinter ihrer durch und durch modernen Lyrik steckte jedoch ein ausgesprochen konservatives Weltbild, das sie 1930 in dem Manifest I'll Take My Stand der Nation kundtaten. Die zwölf Autoren des Pamphlets und ihre Nachfolger wurden als Southern Agrarians bekannt; sie postulierten das Ideal einer organischen, in der heimischen Scholle verankerten Gesellschaft. Diese sahen sie in den Südstaaten noch gegeben, wenn auch von Industrialisierung und Urbanisierung bedroht. Die Agrarier fanden zunächst viele Anhänger, gerieten aber in Misskredit, als einige Mitglieder der Gruppe sich mit der faschistischen Bewegung Seward Collins’ alliierten. Tate, Ransom und Brooks mochten sich jedoch dieser Radikalisierung nicht zuwenden und widmeten sich stattdessen der Literaturkritik und -didaktik. Das von Brooks und Robert Penn Warren verfasste Lehrbuch Understanding Poetry (1939) war bis in die 1970er Jahre das vorherrschende Lehrbuch an amerikanischen Colleges; und so sorgten sie schon bald für eine Kanonisierung der Moderne als neue amerikanische Klassik.
Auch bei Eliot und Pound erscheint die Moderne als zweischneidiges Schwert. Die Kunst erschien ihnen als letzter Hort der Ordnung und humanistischer Werte in einer chaotischen Welt. Aus dieser Haltung folgte aber auch ein teils arroganter Elitismus. In späteren Jahren zeigte sich auch bei ihnen die dunkle Seite der Moderne: Eliot fiel durch antisemitische Äußerungen auf; Pound siedelte nach Italien über, verteidigte den italienischen Faschismus noch im Krieg in Radioansprachen an die amerikanischen Truppen und wurde nach Kriegsende wegen Hochverrats angeklagt. Pound wurde mit dem berühmten Schlachtruf Make it New! zur Leitfigur der englischsprachigen Moderne. Erst rief er den Imagismus, dann den Vortizismus ins Leben, arbeitete aber seit 1915 vor allem an seinem Monumentalwerk The Cantos. Diese 117 Gesänge verhandeln eine unüberschaubare enzyklopädische Fülle von Themen und literarischen Vorbildern, oft an der Grenze der Verständlichkeit oder gar in chinesischen Schriftzeichen, vom Konfuzianismus über Thomas Jefferson bis hin zu Mussolini und schrieb so eine umfassende, wenn auch sehr eigenwillige Version der Weltgeschichte. Auch wenn Pound bis zu seinem Tod 1972 an den Cantos schrieb, blieben sie doch unvollendet. Auch Eliot kehrte nicht wieder in die USA zurück. Er nahm die britische Staatsbürgerschaft an, konvertierte zum Anglikanismus und legte selbst seinen einst stark ausgeprägten amerikanischen Akzent ab. 1922 veröffentlichte er das bis heute wohl bekannteste Gedicht der englischsprachigen Moderne: The Waste Land (Das wüste Land) lässt kaum noch einen erzählerischen Zusammenhang erkennen, ist aber gespickt mit zahlreichen Zitaten und Fragmenten der Literaturgeschichte von Homer bis hin zu Oswald Spengler, die Eliot in einem Anhang zum Gedicht aufführte und teils erklärte. Das wüste Land ist ein ernüchterter Kommentar zum Zustand der Zivilisation, in dem sich eine Sehnsucht nach spirituellen Gewissheiten ausdrückt, die in einer rationalisierten Welt kaum mehr möglich erscheinen. Das eher als Jux gedachte Old Possum's Book of Practical Cats stellte sich eher als massentauglich heraus und bildete die Vorlage für Andrew Lloyd Webbers Musical Cats. Auch als Bühnenautor konnte Eliot später Erfolge feiern.
Gertrude Stein, die 1909 mit Drei Leben bereits ein Prosaexperiment veröffentlicht hatte, wandte sich unter Pounds Einfluss ebenfalls der Lyrik zu. Ihre Gedichte gleichen oft Lautgedichten, sind also oft mehr dem Klang als dem Sinn verpflichtet. Vorbild war ihr dabei die Malerei Cézannes und die zunehmend abstrakten Werke des mit ihr befreundeten Picasso. Pounds zeitweilige Gefährtin Hilda Doolittle, die nur unter ihren Initialen H. D. veröffentlichte, nahm sich in ihrer Dichtung klassischer Themen wie Krieg und Gewalt aus einer weiblichen, bisweilen feministischen Perspektive an. Amy Lowell, eine vermögende Lebedame, ließ sich ebenfalls von Pound inspirieren. Ihr Stil war recht eigenwillig, so dass Pound für ihn eigens den Begriff „Amygismus“ erfand.
William Carlos Williams suchte in der Nachfolge Walt Whitmans eine „demokratische“, also zugängliche, aber dennoch moderne Lyrik zu schreiben. Er ließ sich nicht von Europa locken und ließ sich in New Jersey nieder, wo er bis zu seinem Tod als Arzt praktizierte. Das Alltagsleben der Kleinstadt Rutherford war das Rohmaterial für seine Gedichte, von Miniaturen bis hin zum fünfbändigen Zyklus Paterson. Auch Hart Crane nahm sich amerikanischer Themen an. Er neigte wie Eliot zu einem akademischen Obskurantismus, behielt aber einen strengen Formalismus bei. In dem epischen Gedicht The Bridge (1930) ist die Brooklyn Bridge zentrale Metapher für die mystischen wie die profanen Aspekte Amerikas. E. E. Cummings experimentierte mit konkreter Poesie und oft an Nonsens grenzenden Sprachspielen, schrieb mit Der ungeheure Raum (1922) aber auch einen der bedeutendsten Romane über die Erfahrung des Ersten Weltkriegs.
Wallace Stevens’ Dichtung kreist um die Möglichkeit säkularer Transzendenz: der Suche nach unmittelbarer Erfahrung in einer von den Göttern verlassenen Welt. In der Malerei des Impressionismus und dem literarischen Symbolismus europäischer Prägung sieht er Möglichkeiten, mittels der Infragestellung des Gegebenen durch die Imagination die erfahrbare Wirklichkeit des Menschen zu erweitern. Wie Stevens stand auch Robert Frost mit seinen Gedichten über seine neuenglische Heimat in der Tradition der Romantik. Von allen genannten Dichtern ist er wohl der zugänglichste, so dass er auch noch zu Lebzeiten als Poet laureate der Nation gefeiert wurde. So kam er auch zu der Ehre, 1961 zur Inauguration John F. Kennedys sein Gedicht The Gift Outright zu rezitieren.
Carl Sandburgs Werk erscheint uramerikanisch, gelegentlich gar folkloristisch; ein Gutteil behandelt dabei das Leben in Chicago. Eher konventionell erscheint auch die Lyrik Stephen Vincent Benéts, der Versepen über den Bürgerkrieg (John Brown's Body, 1928) und die Westexpansion der USA (Western Star, 1943) verfasste. Beide Werke wurden mit einem Pulitzer-Preis bedacht. Genannt seien auch Don Marquis’ Gedichte über eine dichtende Kakerlake und eine alternde Katzendame, archy und mehitabel, die ab 1916 in verschiedenen Zeitschriften erschienen.

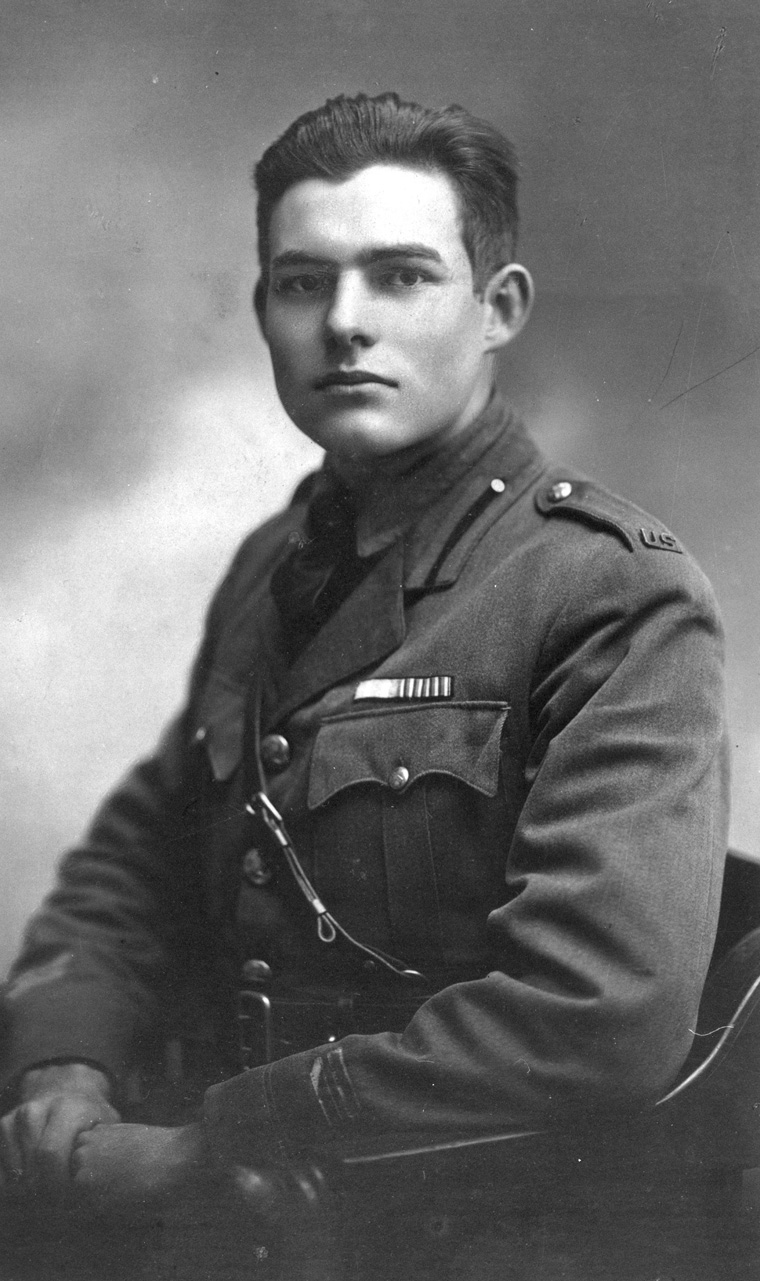
Ernest Hemingway als Soldat im Ersten Weltkrieg (1918)

Auch die Prosa der Moderne ist von sprachlichen Experimenten geprägt. Ein Extrem stellt der knappe Stil Ernest Hemingways, ein anderes die wuchernden Sätze William Faulkners dar. Hemingways Sätze sind kurz, das Vokabular schlicht und von abstrakten und emotionalen Ausdrücken „gereinigt“. Im Alter bezeichnete er seine minimalistische Technik als „Eisberg-Prinzip“: „Ich versuche immer nach dem Prinzip des Eisbergs zu schreiben. Sieben Achtel davon liegen unter Wasser, nur ein Achtel ist sichtbar. Alles, was man eliminiert, macht den Eisberg nur noch stärker. Es liegt alles an dem Teil, der unsichtbar bleibt.“ Faulkner war dagegen nach eigener Aussage von dem Drang getrieben, „die gesamte Menschheitsgeschichte in einen Satz zu packen“, und so erreicht ein Satz in seiner Kurzgeschichte Der Bär (1942) mehr als 1800 Wörter. Seine Romane erscheinen durch häufige Wechsel der Erzählperspektive fragmentiert, oft durch traumhafte stream-of-consciousness-Passagen unterbrochen, so dass sich der Leser aus vielen Bruchstücken ein Gesamtbild formen muss. In John Dos Passos’ U.S.A.-Trilogie wechseln sich konventionelle Prosa mit Bewusstseinsströmen und Montagen aus Zeitungsartikeln, Werbeanzeigen und anderen found objects ab.
Hemingway ist mindestens so sehr für sein bewegtes Leben wie für sein Werk bekannt. Seine Vorliebe für Stierkampf, Hochseefischerei und Großwildjagd, seine Teilnahme am Ersten Weltkrieg, später am spanischen Bürgerkrieg, und letztlich sein Selbstmord machten ihn zu einer fast mythischen Gestalt. Seine Erfahrungen in Kriege und auf Reisen lieferten ihm auch das Material für seine Romane und Kurzgeschichten. Hemingways Charaktere verkörpern trotz aller Desillusionierung ein nachgerade machistisch anmutendes Männlichkeitsideal, in dem Konzepte wie Ehre oder Wagemut eine große Rolle spielen. Prägend ist Hemingways Todesfixierung; beide Themen fasste er einmal lapidar so zusammen: „Der Tod ist die einzige Schlampe, die dich nie verlässt“.

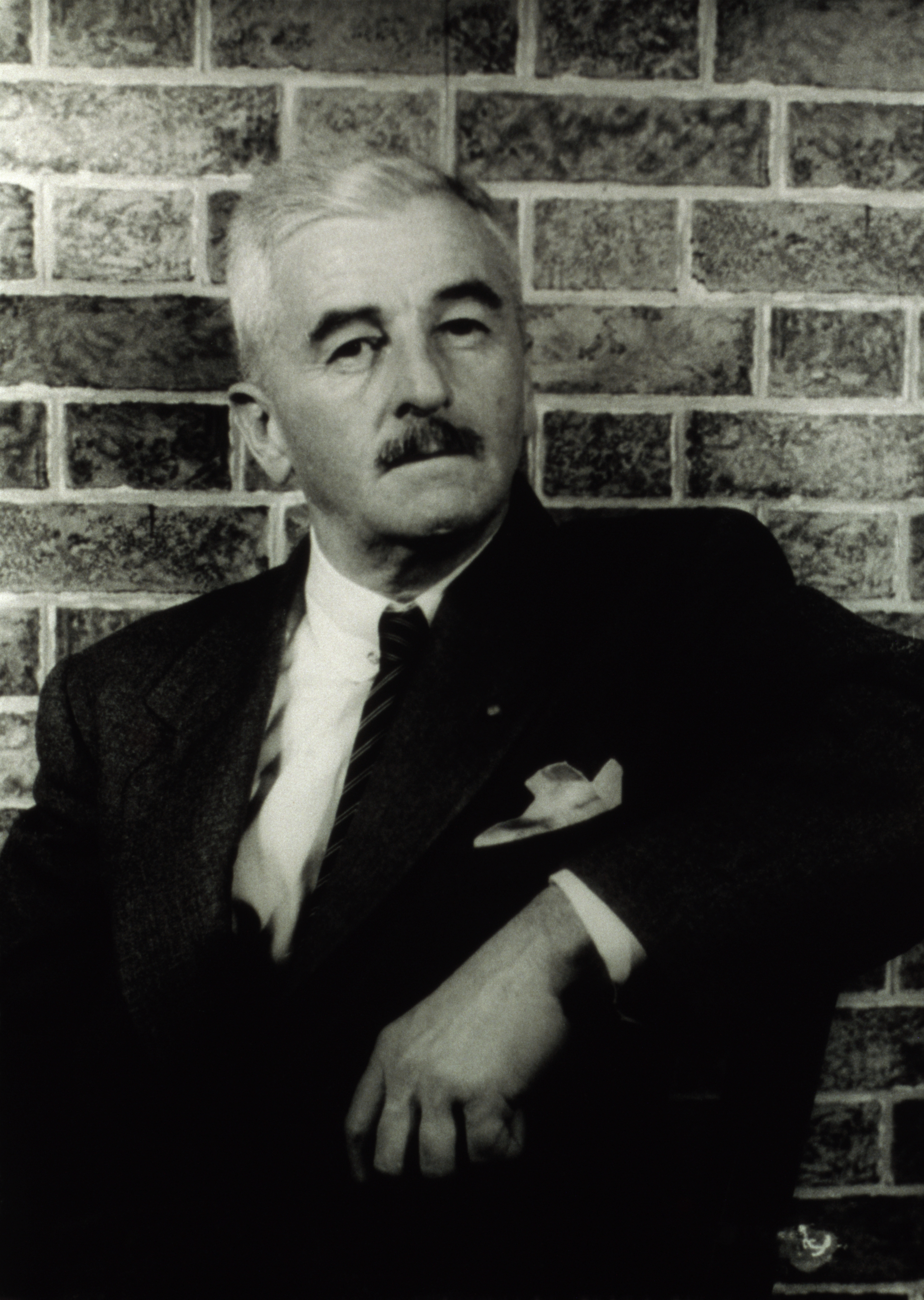
William Faulkner

Faulkners Ruhm beruht auf den Romanen und Kurzgeschichten über das fiktive Yoknapatawpha County mit seiner Hauptstadt Jefferson, das Faulkners Heimat Oxford (Mississippi) zur Grundlage hat. Beginnend mit Sartoris und Schall und Wahn (1929) entwarf er ein ungemein komplexes fiktives Universum, das mit jedem Roman um weitere Details bereichert wurde und letztlich mythische Dimensionen annahm. Es sind die grundlegenden Fragen des menschlichen Daseins, derer er sich annahm: die Macht des Schicksals, die Last der Vergangenheit, Unschuld und Sünde, Erlösung und Verdammnis, Sexualität, Krieg, Rassismus, Gewalt und Tod. Sein Werk erscheint stark beeinflusst von der Philosophie Nietzsches und Bergsons und war zunächst in den USA als anrüchig verschrien und vernachlässigt, wurde aber in Frankreich insbesondere von Sartre und anderen Existenzialisten, in Deutschland von Gottfried Benn gefeiert. Den größten Einfluss hatte Faulkner aber wohl auf die Entwicklung der lateinamerikanischen Literatur, insbesondere des magischen Realismus. Erst mit der Verleihung des Literaturnobelpreises 1950 wurde Faulkners Status auch in seiner Heimat anerkannt.
Sherwood Anderson und Thomas Wolfe waren zwei Vorbilder Faulkners. Anderson veröffentlichte 1919 Winesburg, Ohio, eine Reihe miteinander verbundener Kurzgeschichten über eine fiktive Kleinstadt im Mittelwesten und das Schicksal ihrer zumeist recht grotesken Bewohner und zeigte so, dass gerade auch die Provinzialität amerikanischer Dörfer einiges Potential für die Literatur birgt. Wolfe veröffentlichte zu Lebzeiten zwei stark autobiografisch geprägte Romane (Schau heimwärts, Engel, 1929 und Von Zeit und Strom, 1935), in denen er in einer üppigen Wortgewalt sein Los beklagte. Das Schicksal Eugene Gants, des Protagonisten beider Romane, scheint umso aussichtsloser, als dass er – wie sein Autor – mit dem Fluch der Südstaaten zu leben und somit zu stetigem Scheitern verdammt scheint. Bei aller Egozentrik stellt Wolfes Werk (aus seinem Nachlass wurden drei weitere Romane zusammengestellt) ein umfassendes Sittenbild der Nation dar.

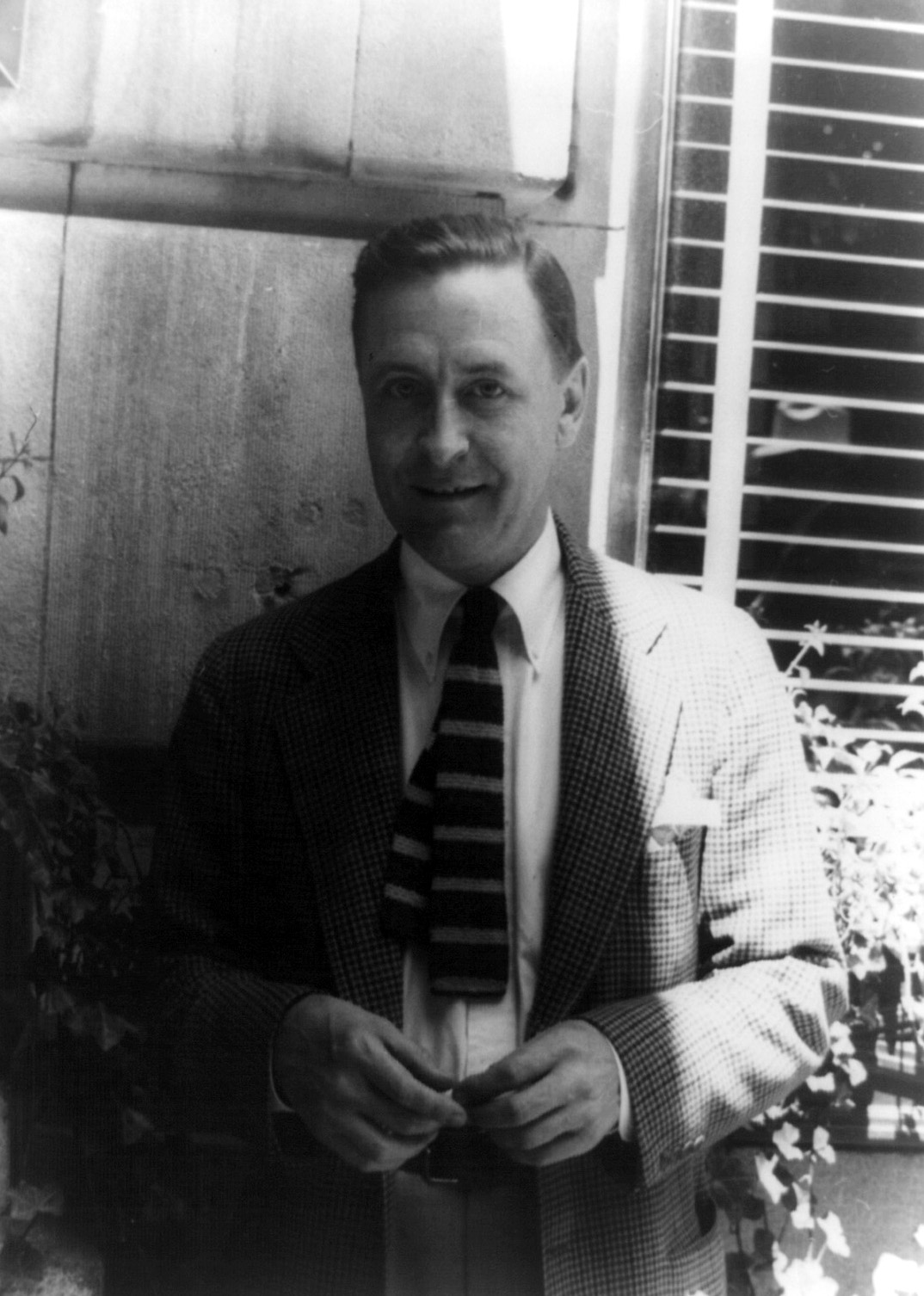
F. Scott Fitzgerald

F. Scott Fitzgeralds Romane und Kurzgeschichten spüren der Lage der Nation und den Problemen des menschlichen Daseins in der höheren Gesellschaft New Yorks oder in der amerikanischen Exilanten-Bohème in Europa nach, und so wurde er zum Chronisten der „wilden Zwanziger“, des Jazz Age. In Der große Gatsby (1925) griff er den amerikanischen Erfolgsmythos auf und überhöhte dabei seinen tragisch endenden Protagonisten zu einer fast allegorischen Gestalt. Der von dem Lektor Maxwell Perkins geförderte Fitzgerald war auch ein Meister des psychologischen Romans; Zärtlich ist die Nacht (1934) beschreibt den tragischen Zerfall einer Ehe. Der Roman basiert auf dem Scheitern von Fitzgeralds eigener Ehe, das sich auch in seinem Briefwechsel mit seiner Frau Zelda mitverfolgen lässt. Eine andere Beobachterin der Epoche war Dorothy Parker, die in ihren Kolumnen für den New Yorker das Stadtleben ausgesprochen spitzzüngig kommentierte. Ihr Zynismus, aber auch ihre Verzweiflung, prägen ihre Kurzgeschichten und Gedichte.

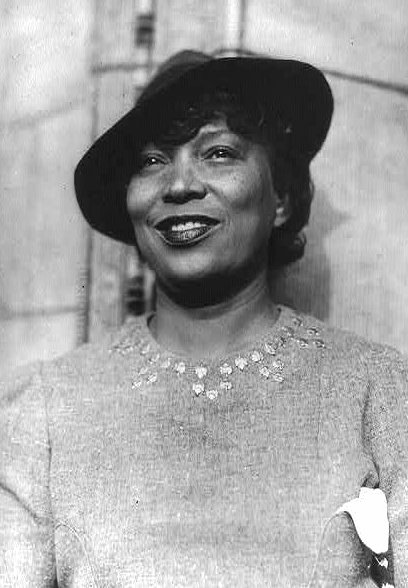
Zora Neale Hurston

In New York begann um etwa 1920 mit der Harlem Renaissance auch für die afroamerikanische Literatur eine Blütezeit. Wesentlichen Einfluss auf die Bewegung hatte die von Alain LeRoy Locke herausgegebene Anthologie The New Negro (1925), die Prosa, Lyrik, Theaterstücke und Essays einer neuen Generation afro-amerikanischer Autoren versammelte. In seinem Vorwort bezeichnete Locke die Abwanderung aus den Südstaaten in den Norden als „eine Art geistiger Befreiung“, durch die afro-amerikanische Kunst erstmals eine eigene Identität entwickeln konnte – jenseits der weißen Vorbilder. In der Kunst der Harlem Renaissance spielen so auch afrikanische Überlieferungen, afro-amerikanische Traditionen sowie Gospel und Jazz eine große Rolle, aber auch der allgegenwärtige Rassismus der amerikanischen Gesellschaft. Auch weiße Autoren, allen voran der Journalist und Fotograf Carl van Vechten, förderten die Bewegung – und wurden von der schwarzen Moderne beeinflusst. Die Hauptvertreter der Harlem Renaissance waren Langston Hughes, Zora Neale Hurston, Claude McKay und Jean Toomer. Toomers Cane (1923) ist ein durch und durch modernistisches Werk, das Prosa, Lyrik und Drama vereint.
Mit der Weltwirtschaftskrise 1929 und der Great Depression verschärften sich die sozialen Spannungen, und die Arbeiterbewegung und der Sozialismus erstarkte in der Bevölkerung, mehr noch aber in der amerikanischen Intelligenzija. So sind denn auch die 1930er Jahre als „rote Dekade“ in die amerikanische Literaturgeschichte eingegangen. Auch Größen der klassischen Moderne stellten ihre ästhetischen Experimente hintan und schrieben „proletarische“ Romane, so etwa Dos Passos (U.S.A, 1930–36) und Hemingway (Haben und Nichthaben, 1937). Vorbild in Programm und Darstellung war vielen der sozialistische Realismus der Sowjetunion, doch das amerikanische Pendant zeichnet sich durch einen Hang zur Tragik aus. So scheitern die Protagonisten der Romane John Steinbecks (Von Mäusen und Menschen, 1937; Früchte des Zorns, 1939) oder James T. Farrells (Studs Lonigan, 1932–35) an der Härte des Kapitalismus.
In manchen dieser Werke macht sich ein gelegentlich reaktionär anmutender Pastoralismus bemerkbar, die der Schollenverbundenheit der Southern Agrarians geistesverwandt erscheint, so etwa in Erskine Caldwells millionenfach verkauften Romanen über arme Farmpächter in Georgia (Die Tabakstraße, 1932; Gottes kleiner Acker, 1933) und auch in vielen im Zuge des Federal Writers’ Project entstandenen Publikationen. Dieses Regierungsprojekt wurde 1935 ins Leben gerufen, um arbeitslosen Intellektuellen, also unter anderem Schriftstellern, Historikern und Fotografen, einen Broterwerb zu verschaffen. Ihre Arbeit sollte einen Dienst an der Nation darstellen, und so waren viele der Federal Writers damit beschäftigt, das Alltagsleben und die Sozialgeschichte der USA zu dokumentieren. Wie die Romane Steinbecks drücken viele dieser Dokumente einen Glauben an die verarmte Landbevölkerung als Hüter der „wahren“ amerikanischen Tugenden aus; die Zeiten mögen hart sein, so die Botschaft, aber dank der Beharrlichkeit, des Erfindungsreichtums und der Ehrlichkeit des amerikanischen Volkes wird sich alles zum Besseren wenden. Den Höhepunkt erreichte diese Überhöhung des Volkes in Let Us Now Praise Famous Men, einem semidokumentarischen Werk von James Agee, zu dem Walker Evans die Fotografien beisteuerte. Ähnlich ist die humanistische Grundhaltung Sinclair Lewis’ einzuschätzen. In zahlreichen gesellschaftskritischen, präzise beobachtenden, aber auch moralinsauren Romanen entwarf er ein satirisches Bild der typischen amerikanischen Kleinstadt des Mittelwestens (Main Street, 1920) und der amerikanischen Mittelschicht (Babbitt, 1922). 1935 entwarf er die finstere Vision einer vom Faschismus regierten USA mit dem halb beruhigenden, halb ironischen Titel: Das ist bei uns nicht möglich. Wiederum ist es der unbezwingbare Freiheitswille der Amerikaner, der die Diktatur verhindert. 1930 war Lewis der erste amerikanische Schriftsteller, dem der Nobelpreis für Literatur zugesprochen wurde.
Einen Sonderfall stellt Nathanael West dar. Anders als seine Zeitgenossen schrieb er nicht über heldenhafte Arbeiter oder die Mühen von Kleinbauern, sondern beobachtete besorgt die Entwicklung der sich entwickelnden Wohlstandsgesellschaft. Proletariat und Mittelstand erschienen ihm dabei nicht als Garanten revolutionärer Aufrichtigkeit oder demokratischer Werte, sondern als leicht anfällig für totalitäre Ideen, und so gelingt in seinem Roman Eine glatte Million (1934) die faschistische Machtübernahme in den USA durchaus. War West zu Lebzeiten fast unbekannt, so gilt er heute als Vorläufer und Wegbereiter der Postmoderne. Auch die literarische Qualität von Henry Roths Nenn es Schlaf, einer beeindruckenden psychologischen Studie eines sechsjährigen Jungen im jüdischen Ghetto New Yorks, wurde erst in den 1950er Jahren wiederentdeckt, als die proletarische Literatur der 1930er Jahre bei Publikum wie in der Literaturkritik in Missgunst fiel.
Natürlich verschrieben sich nicht alle Schriftsteller der Zeit der klassisch modernistischen Ästhetik oder einem sozialkritischen Programm. 1938 erhielt zur allgemeinen Überraschung und Bestürzung der amerikanischen Literaturszene Pearl S. Buck den Literaturnobelpreis. Sie war vor allem mit recht langatmigen Romanen über den Fernen Osten (Die gute Erde, 1931) in Erscheinung getreten. Margaret Mitchells Vom Winde verweht erschien 1936 und wurde schon bald zum meistverkauften Roman, die Verfilmung 1939 zum bis heute erfolgreichsten Film aller Zeiten. Einst als Trivialliteratur belächelt, wird Mitchells Epos über Glanz und Niedergang des alten Südens zunehmend auch in der Literaturwissenschaft ernst genommen. Anders erging es Ayn Rand, die ihre millionenfach verkauften Romane zum Vehikel für ihre Philosophie des „Objektivismus“ (der letztlich eine Rechtfertigung des zügellosen Kapitalismus liefert) macht; doch schart sich um ihr Werk bis heute eine treue Gefolgschaft.

### Der Zweite Weltkrieg und die Nachkriegszeit
Nach dem Zweiten Weltkrieg erschien eine große Zahl von Antikriegsromanen und Erlebnisberichten ehemaliger GIs. Für viele von ihnen war dies der Beginn ihrer Schriftstellerkarriere, so etwa für Norman Mailer (Die Nackten und die Toten, 1948) und Gore Vidal (Williwaw, 1946), James Jones (Verdammt in alle Ewigkeit) und Herman Wouk (Die Caine war ihr Schicksal, 1951).

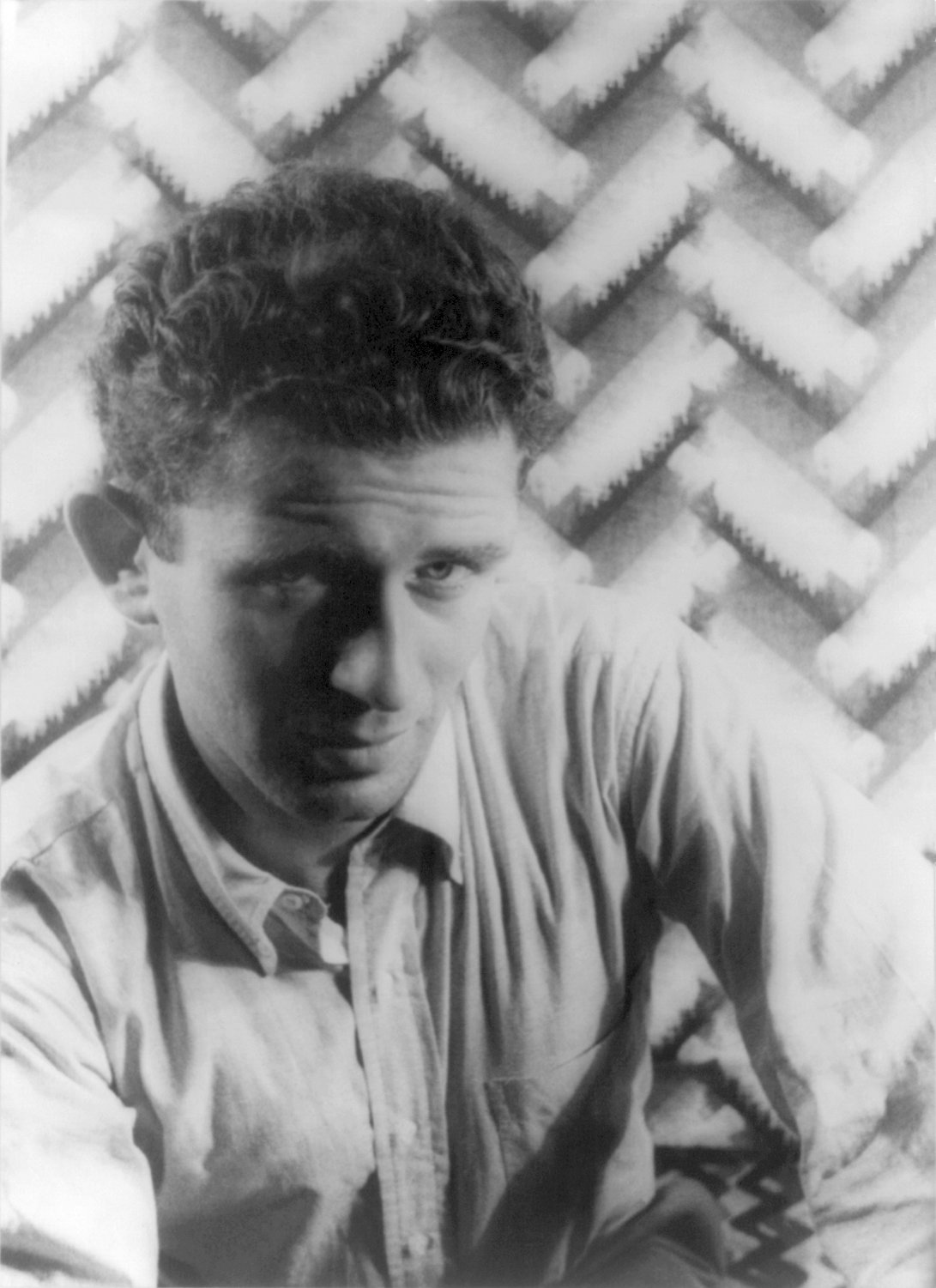
Norman Mailer 1948

Mailer und Vidal waren über Jahrzehnte zwei der politisch aktivsten Intellektuellen des Landes. Mailer kandidierte 1969 erfolglos für das New Yorker Bürgermeisteramt und schrieb Manifeste gegen den Vietnam- und jüngst auch gegen den Irakkrieg. Sein Engagement in der Antikriegsbewegung verarbeitete er 1968 in dem semifiktionalen Roman Heere aus der Nacht, in dem er selbst als Romanfigur auftritt und für den er eigens faction (Neologismus aus fact und fiction) als neue Literaturgattung erfand. So verwundert es auch nicht, dass ihm häufig Narzissmus, pathetisches Moralisieren und Geltungssucht vorgeworfen werden. Mailer ist aber nicht nur ein bedeutender Chronist und Kritiker der politischen, sondern auch der Popkultur des Landes. So schrieb er Biografien über Marilyn Monroe und Lee Harvey Oswald, eine Reportage über den Rumble in the Jungle und einen Tatsachenroman über einen Mörder und dessen Hinrichtung (Gnadenlos, 1979). Seit den 1980er Jahren verfasste er vor allem monumental angelegte historische Romane. Vidal entstammt einer traditionsreichen Politikerfamilie, gründete 1970 noch seine eigene Linkspartei und kandidierte 1982 für die Demokraten erfolglos für den Senat. Sein literarisches Werk ist ähnlich vielfältig wie das Mailers: 1948 löste er mit Geschlossener Kreis, einem der ersten schwulen amerikanischen Romane, einen Skandal aus; 1968 griff er in Myra Breckinridge die Transgeschlechtlichkeit auf. Hinzu kommen zahlreiche Essays, Satiren und historische Romane, insbesondere ein mehrbändiger Zyklus über das politische Amerika des 19. Jahrhunderts.
Henry Miller prägte eine ablehnende Haltung gegenüber seiner Heimat; Der klimatisierte Alptraum (1945) ist der Titel eines seiner Bücher und zugleich sein Spottname für die USA. Er erlangte mit Wendekreis des Krebses (1934) und Wendekreis des Steinbocks (1939) schnell einen Ruf als Skandalautor. Miller, wie Thomas Wolfe ein zwanghafter Egoist, schilderte darin ungeniert seine sexuellen Eskapaden im selbstgewählten Pariser Exil. In den USA erschienen diese Werke erst in den 1960er Jahren und zogen eine Reihe von Gerichtsprozessen nach sich. Sie sind – wie auch die Trilogie Nexus, Plexus, Sexus (1948–60) – jedoch nicht nur in pornografischer Hinsicht, sondern auch als spirituelle Biografie und Zeugnisse der mystischen Neigungen Millers interessant. Auch Paul Bowles begab sich ins selbstgewählte Exil. Er ließ sich 1947 im marokkanischen Tanger nieder. Sein erster Roman Himmel über der Wüste (1948) war von der französischen Existenzphilosophie geprägt, die in den USA sonst jedoch kaum Eindruck hinterließ. Seine Figuren sind oft entwurzelte Amerikaner, die an ihrer inneren Zerrissenheit und der unerfüllten Suche nach Gewissheiten zugrunde gehen. Ein weiteres Hauptmotiv Bowles’ ist der kulturelle Gegensatz von Orient und Okzident; arabische Einflüsse prägen auch seine zahlreichen musikalischen Kompositionen.

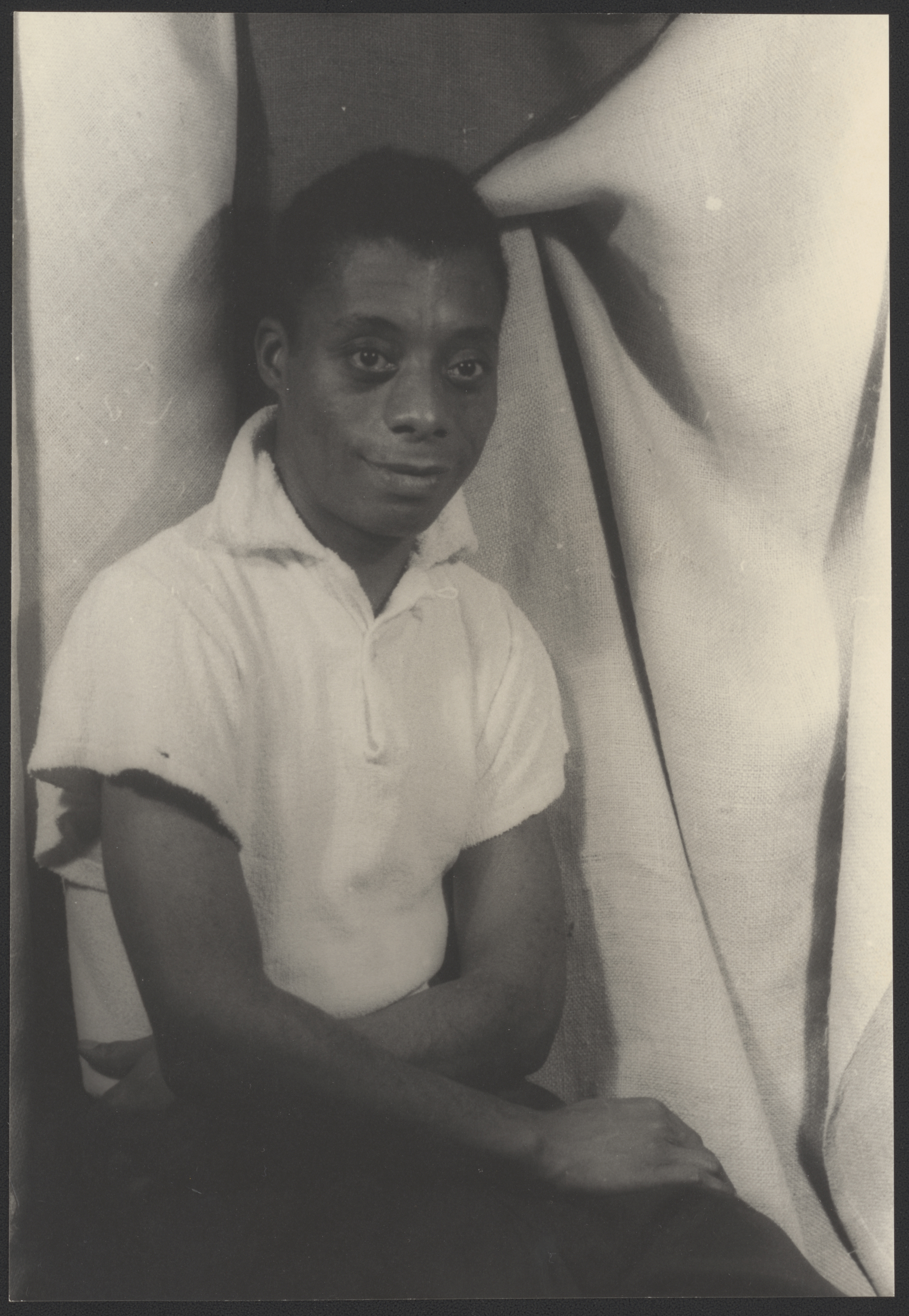
James Baldwin 1955

Richard Wright und Ralph Ellison gehörten der Generation afroamerikanischer Schriftsteller an, die auf die der Harlem Renaissance folgte und in ihr Vorbilder fand, aber deren Optimismus der Resignation gewichen war. Auch ihr Thema war das Problem der schwarzen Identitätsfindung angesichts des allgegenwärtigen Rassismus der amerikanischen Gesellschaft. Die Protagonisten von Wrights Native Son (1940) und Ellisons Der unsichtbare Mann (1951), längst anerkannt als zentrale Werke nicht nur der afroamerikanischen Literatur, enden beide tragisch: ersterer wird hingerichtet, weil er eine Weiße getötet hatte, letzterer flüchtet sich vor der Gesellschaft in einen Keller, in dem er Jazzplatten hört, sich betrinkt und sein Los beklagt. James Baldwin sah in zweifacher Hinsicht von der Gesellschaft ausgeschlossen, als Schwarzer und als Homosexueller, und so suchte er im französischen Exil Zuflucht. Giovannis Zimmer löste 1956 mit seiner schwulen Thematik einen Skandal aus. Nach seiner Rückkehr wurde er im Gegensatz zu Wright und Ellison mit der Bürgerrechtsbewegung auch politisch aktiv; so beteiligte er sich 1963 bei Martin Luther Kings Marsch auf Washington.
Mit ihrem Stück A Raisin in The Sun avancierte Lorraine Hansberry 1959 zur ersten schwarzen Autorin, die am Broadway produziert wurde. Mit 29 Jahren war sie zudem die jüngste Amerikanerin, die fünfte Frau und erste schwarze Autorin, die mit dem New York Drama Critics’ Circle Award ausgezeichnet wurde. Sie schrieb auch die Drehbuchfassung, die 1961 von Daniel Petrie mit Sidney Poitier verfilmt wurde (dt. Titel: Ein Fleck in der Sonne).

### Beat Generation und Gegenkultur
In den späten 1940er Jahren bildete sich um Allen Ginsberg, Jack Kerouac, Gregory Corso und William S. Burroughs in New York eine literarische Bohème, die wenig später als Beat Generation bekannt wurde. Ihre Mitglieder pflegten einen rastlosen und hedonistischen Lebenswandel, wandten sich den härteren Spielweisen des Jazz wie dem Bebop zu, frönten dem Drogenkonsum und der freien Liebe und ließen sich von fernöstlicher Philosophie und mystischer Literatur inspirieren. Im Kielwasser dieser Mode schwammen bald auch in San Francisco Veteranen wie Kenneth Rexroth und junge Dichter wie Gary Snyder. Zentrum der San Francisco Renaissance war der Stadtteil North Beach mit der 1953 von Lawrence Ferlinghetti gegründeten Buchhandlung City Lights. Der kulturelle Einfluss der beat poets zeigt sich im spöttischen Beatnik, mit dem die nonkonformistische Jugend der späten 1950er und frühen 1960er Jahre abgestempelt wurde.

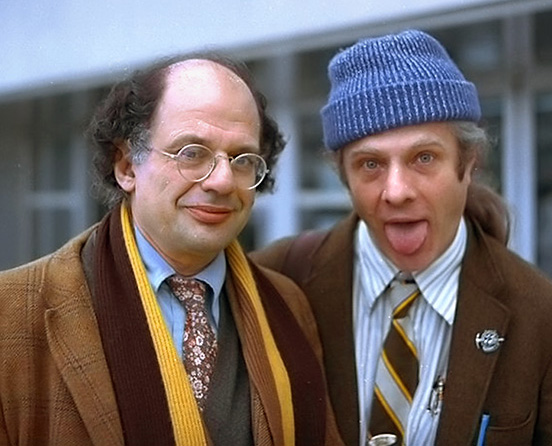
Allen Ginsberg und sein Freund Peter Orlovsky 1978

Ginsbergs Gedicht Howl (Das Geheul) von 1955 ist der beredtste Ausdruck der Desillusionierung seiner Generation, war wegen seiner Freizügigkeit aber auch Gegenstand einiger Gerichtsprozesse. Dieser Breitseite gegen die amerikanische Befindlichkeiten ließ er mit Kaddish eine sehr persönliche Wehklage über den Tod seiner Mutter folgen. Ginsbergs Gedichte stehen in ihrer freien Form, im radikalen Individualismus und visionären Drang in der elegischen Tradition Whitmans, sind aber zugleich ironisch-verzweifelte Kommentare zum Zustand der modernen amerikanischen Gesellschaft. So wurde er auch in den 1960er Jahren, als die Beat Generation schon Geschichte war, zu einer Symbolfigur der neuen Gegenkultur der Hippies, engagierte sich für die Bürgerrechts- und Antivietnamkriegsbewegung, pries an der Seite des „Drogenprofessors“ Timothy Leary den therapeutischen Effekt psychedelischer Drogen und geriet so wiederholt mit dem Staat in Konflikt.
Ähnlich kontrovers sind Leben und Werk von Ginsbergs Freund und zeitweiligem Liebhaber William S. Burroughs. Burroughs brachte nach Jahren der Heroin-Sucht seine im Rausch und im Entzug erlebten Halluzinationen und Assoziationen zu Papier; Ginsberg redigierte und ordnete die Skizzen zum Roman Naked Lunch. Dieses Werk sollte zum Gegenstand des letzten großen Zensurprozesses der amerikanischen Literatur werden. Es erschien 1959 zuerst nur in Frankreich bei Olympia Press. Die amerikanische Ausgabe von 1962 (bei Grove) wurde vielerorts verboten und erst 1966 zur Veröffentlichung freigegeben. Abgesehen von ihrer pornographischen Qualität bestechen Naked Lunch und Burroughs’ spätere Werke wie die Nova-Trilogie als beißende Satiren auf die moralische Befindlichkeit der Nation. Auch lotete Burroughs mit formalen und sprachlichen Experimenten die Grenzen von Darstellung und Erzählung aus und übte so erheblichen Einfluss auf die spätere Postmoderne aus. So zerschnitt er etwa mit der Cut-up Technik, die er mit Brion Gysin erfunden hatte, Textseiten und ordnete sie nach dem Zufallsprinzip neu, um die chronologische und kausale Struktur der Texte, ja der Sprache selbst, zu durchbrechen.
Erzählerisch eher konventionell und leichter zugänglich erscheinen die Werke Jack Kerouacs, in denen zwar formale Experimente wie das automatische Schreiben auftauchen, die aber von einem eher schlicht-lässigen Ton und sprachlicher Unmittelbarkeit geprägt sind. Sein bekanntester Roman On the Road (dt. Unterwegs) basiert auf gemeinsam mit Neal Cassady unternommenen road trips und beschreibt eine ziellose Reise zweier junger Männer quer durch die USA, auf der Flucht vor Zwängen und auf der Suche nach kurzweiligen Sinnesfreuden und spiritueller Erfüllung als Gegenentwurf zur von Materialismus und Konformitätszwang geprägten amerikanischen Lebenswirklichkeit. In den 1960er Jahren schien sich Kerouacs Vision zu erfüllen, als sich die Gegenkultur zu einer Massenbewegung auswuchs, und unter Hippies wurden Kerouacs Romane zu Kultbüchern.
Zu einer Galionsfigur der Hippiebewegung brachte es auch Ken Kesey, der 1962 mit Einer flog über das Kuckucksnest einen Welterfolg landete. Dieser Roman über eine psychiatrische Anstalt geriet zu einer finsteren Parabel über die als totalitäres System empfundene Gesellschaft, die dem Individuum nur die Wahl zwischen unterwürfiger Selbstaufgabe oder aber Ausschluss und Bestrafung lasse. Auch Kesey geriet mit der staatlichen Ordnung häufiger in Konflikt, insbesondere zu der Zeit, als er mit den „Merry Pranksters“, einer bunten Truppe von Aussteigern, in einem alten Schulbus durch die USA tourte, um in freigiebigen Happenings die Jugend des Landes von der befreienden Wirkung von LSD und anderer Rauschmittel zu überzeugen. Der Journalist Tom Wolfe schloss sich dieser Karawane für einige Zeit an und veröffentlichte seine Berichte 1968 in dem Band The Electric Kool-Aid Acid Test, einem der ersten Texte des New Journalism. Dieses neue, 1973 von Wolfe programmatisch formulierte Konzept des Schreibens vermischte ähnlich wie Norman Mailers faction Dokumentation und Fiktion und machte literarische Experimente im journalistischen Schreiben populär. Wolfe profilierte sich mit seinen Essays, später aber auch mit Romanen wie Fegefeuer der Eitelkeiten (1987) als scharfsinniger Beobachter der amerikanischen Kultur. Hunter S. Thompson trieb die teilnehmende Beobachtung in seinem „Gonzo-Journalismus“ auf die Spitze: der Autor wird hier selbst zum Mittelpunkt der Reportage. In Thompsons Fall führte dies zu besonders exzentrischen Ergebnissen, da auch er von Drogensucht und Wahnvorstellungen getrieben wurde. Sein Werk erfreut sich insbesondere seit der Verfilmung seines zwar als Roman ausgewiesenen, aber letztlich autobiographischen Buches Fear and Loathing in Las Vegas 1998 großer Beliebtheit.
Weitere wichtige Beispiele für die gegenkulturelle Literatur waren Joseph Heller: Catch-22 (1961), Anthony Burgess: A Clockwork Orange (1962), Truman Capote: In Cold Blood (1965), Kurt Vonnegut: Slaughterhouse-Five (1969), Philip Roth: Portnoy's Complaint (1969), Charles Bukowski: Post Office (1971), Erica Jong: Fear of Flying (1973) und Robert M. Pirsig: Zen and the Art of Motorcycle Maintenance (1974).

### Die Postmoderne

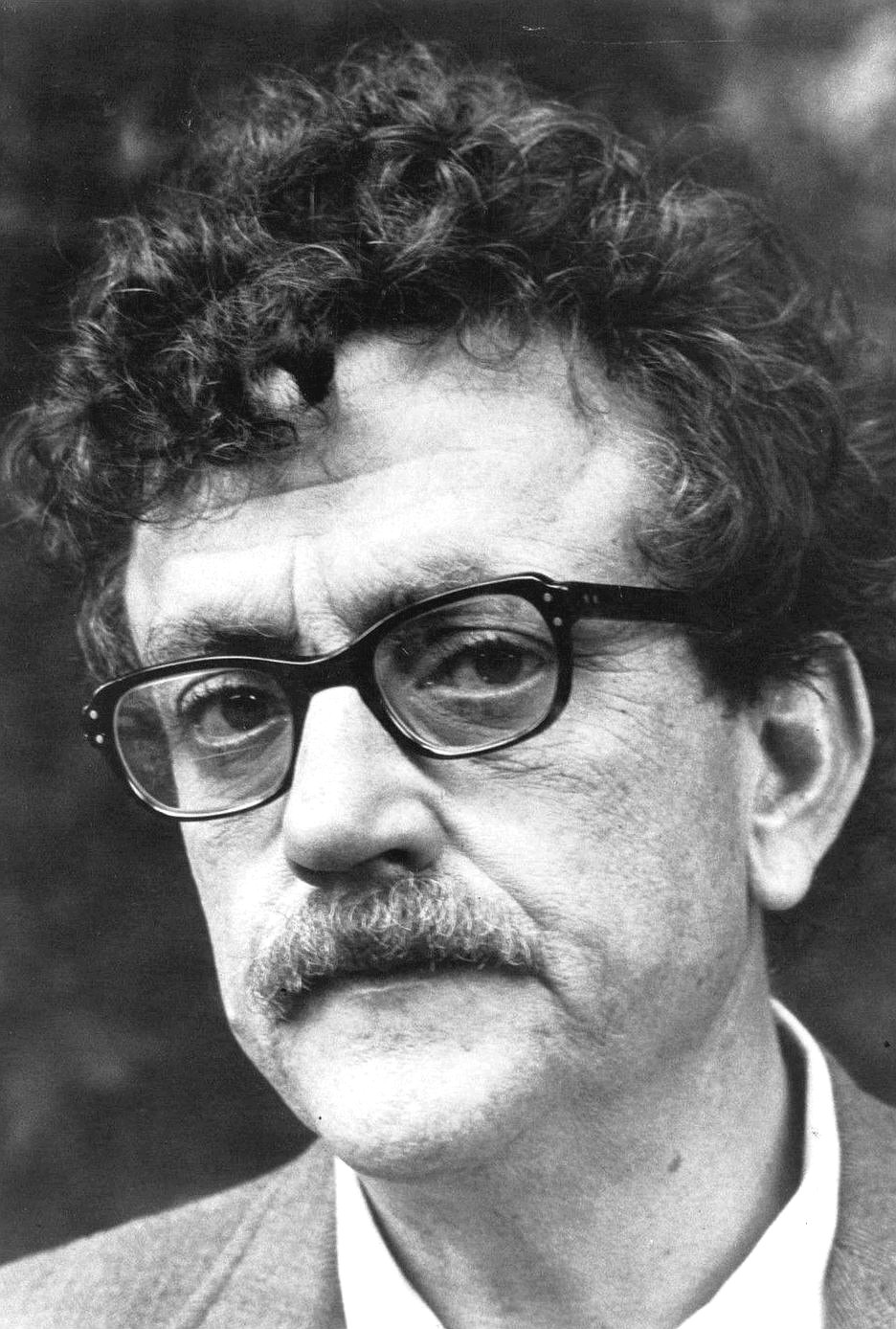
Kurt Vonnegut 1972

Der Epochenbegriff der Postmoderne ist mehr noch als der der Moderne nur schwer fassbar, da er von verschiedenen Kritikern unterschiedlich gebraucht und gewertet wird. In den 1960er und 1970er Jahren wurden im engeren Sinne ausgewiesen experimentelle Autoren wie Vladimir Nabokov, Thomas Pynchon (Die Versteigerung von No. 49, 1966) und John Barth (Der Tabakhändler, 1960) als „postmodern“ bezeichnet. Dazu gezählt werden u. a. auch: Walter Abish, Donald Barthelme, Richard Brautigan, Robert Coover, Don DeLillo (Unterwelt, 1997), Raymond Federman, William Gaddis, William Gass, John Hawkes, Ishmael Reed, Kathy Acker, und Kurt Vonnegut (Schlachthof 5 oder Der Kinderkreuzzug, 1969).
Heute wird oftmals die gesamte Literaturproduktion etwa ab 1960 unter dem Begriff der Postmoderne subsumiert; postmoderne Literatur (englisch postmodernism) ist demnach die Literatur, die von einer postmodernen Gesellschaft (postmodernity) hervorgebracht wird, ungeachtet ihrer inhaltlichen oder stilistischen Eigenarten.
Die Produktion „traditioneller“, stilistisch am Realismus und Naturalismus geschulter Werke lief auch nach den 1950er Jahren als zentrales Schaffensfeld (und Verkaufssegment) weiter. Zu den erfolgreichen Romanautoren zählten etwa Jerome D. Salinger (Der Fänger im Roggen, 1951), Ralph Ellison, Mary McCarthy, John Updike (Ehepaare, 1968), John Irving (Garp und wie er die Welt sah, 1978) und Tobias Wolff. Autoren wie Truman Capote, Eudora Welty, Flannery O’Connor, Walker Percy, John Kennedy Toole (Die Verschwörung der Idioten, 1963), Harry Crews setzten die Tradition der local color fiction der Südstaaten fort. Als Bühnenautoren reüssierten u. a. Tennessee Williams und Arthur Miller.
Andere Autoren bedienten triviale Genres (Science Fiction, Horror, Punk, Fantasy, Hip-Hop) – oder spielten mit diesen: Kathy Acker, Ray Bradbury (Fahrenheit 451, 1953), Marion Zimmer Bradley, Samuel R. Delany, Philip K. Dick (Der dunkle Schirm, 1977), Shirley Jackson, Stephen King, Anne Rice …
Ab Ende des 20. und Anfang des 21. Jahrhunderts erfolgreich waren u. a. Marilynne Robinson (Housekeeping, 1980; Gilead, 2004), Paul Auster, T. C. Boyle (Willkommen in Wellville, 1994), Michael Cunningham, Bret Easton Ellis (American Psycho, 1991), Jeffrey Eugenides, Jonathan Safran Foer, Jonathan Franzen, Neil Gaiman (Sandman, ab 1988), Siri Hustvedt, Jonathan Lethem, Joyce Carol Oates, Cormac McCarthy (Kein Land für alte Männer, 2005), Jay McInerney, Garrison Keillor, Armistead Maupin, Neal Stephenson, Anne Tyler, Colson Whitehead, Ta-Nehisi Coates, und David Foster Wallace (Unendlicher Spaß, 1996).
Der New Formalism ist eine in den späten 1970er Jahren aufgekommene Strömung der amerikanischen Poesie. Seine Vertreter befürworteten eine Wiederaufnahme der metrischen und gereimten Dichtung – und arbeiten auch im frühen 21. Jahrhundert weiter mit „traditionellen“ Formen, darunter die Dichter Jared Carter, X. J. Kennedy, Timothy Steele, Lewis P. Turco und Leo Yankevich. Im deutlichen Gegensatz dazu schreiben Autoren des Flarf bewusst Gedichte, die dieser herkömmlichen Ästhetik nicht entsprechen und häufig Wortmaterial und Formulierungen aus Gebrauchstexten (z. B. aus Google-Suchergebnissen) enthalten.
Den „experimentellen“ Strang der Postmoderne führten u. a. Guy Davenport und David Markson fort. Durch neue Medien wie das Internet entstanden zudem neuartige Methoden kollektiven literarischen Schaffens – etwa in Gestalt von NaNoWriMo, bei dem seit 1999 jedes Jahr tausende Teilnehmer gemeinsam mindestens 50.000 Wörter lange Romane schreiben.
Eine Sonderstellung nimmt das Werk von Donna Tartt (Der Distelfink, 2013) ein, die – vom sachlich-nüchternen und gelegentlich minimalistischen Stil anderer zeitgenössischer Autoren unberührt – traditionelle große Romane mit opulentem Detailreichtum schreibt.

#### Minderheitenliteraturen
Die bis in die Kolonialzeit zurückreichende jüdisch-amerikanische Literatur erlebte im 20. Jahrhundert eine Blüte u. a. durch Autoren wie Arthur Miller, Saul Bellow, Bernard Malamud, Joseph Heller, Philip Roth und E. L. Doctorow. Auch die traditionsreiche afroamerikanische Literatur brachte weitere bedeutende Vertreter hervor, etwa Toni Morrison, Ishmael Reed, Alice Walker und August Wilson. Darüber hinaus traten in der zweiten Hälfte des 20. Jahrhunderts zahlreiche Autoren in Erscheinung, die das literarische Spektrum um Sichtweisen aus weiteren Kulturräumen erweiterten. Durch die Einrichtung von Ethnic Studies wurde die Entwicklung dieser interkulturellen Literaturen akademisch begleitet und befördert.

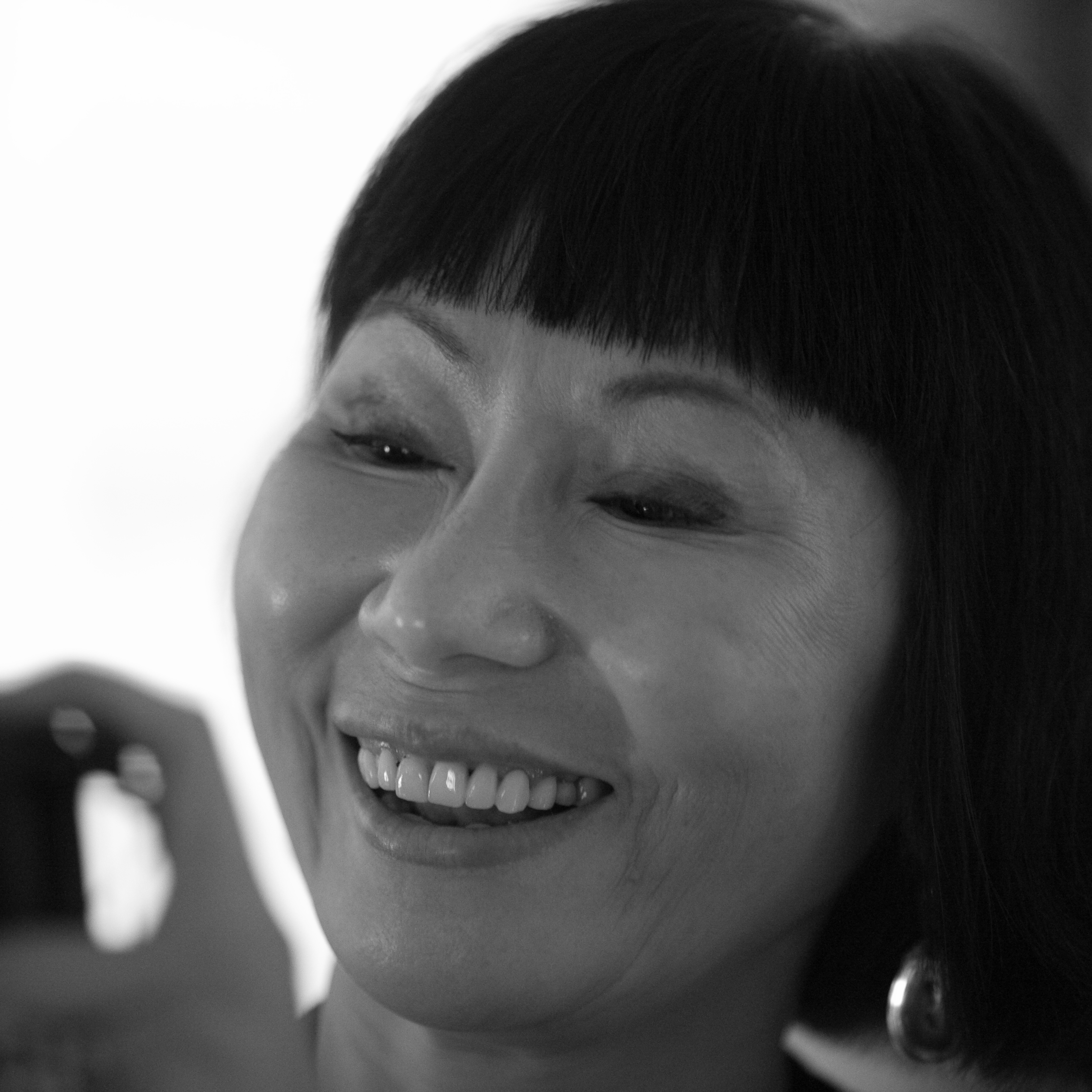
Amy Tan 2008

Einen Aufschwung erlebte in den 1970er Jahren beispielsweise die asiatisch-amerikanische Literatur. Zu den bedeutendsten Vertretern der chinesisch-amerikanische Literatur, die im 19. Jahrhundert mit der chinesischen Einwanderung entstand, zählen Lin Yutang, Jade Snow Wong, Frank Chin, David Henry Hwang, Maxine Hong Kingston und Amy Tan. Weitere asiatisch-amerikanische Autoren sind der aus Südkorea stammende Chang-Rae Lee, die japanischstämmige Hisaye Yamamoto und Karen Tei Yamashita sowie die japanisch-deutsch-amerikanische Autorin Kimiko Hahn.
Innerhalb der Hispanics traten u. a. die kubanischstämmige Anaïs Nin, Richard Fariña und Oscar Hijuelos, die dominikanischstämmige Julia Alvarez und Junot Díaz sowie die Puerto-Ricaner Luis Rafael Sánchez, Giannina Braschi und Rosario Ferré hervor. Vertreter der Chicano-Literatur sind u. a. Sandra Cisneros, Ana Castillo, Rudolfo Anaya, Luis Alberto Urrea, John Rechy, Gloria Evangelina Anzaldúa sowie Luis Valdez. Da in den USA mit etwa 47 Millionen etwa genauso viel Spanisch (mindestens als Zweitsprache) sprechende Menschen leben wie in Spanien, nehmen auch die Buchimporte aus Mexiko und Spanien zu.
Hinzu kamen weitere, aus zahlreichen anderen Ländern abstammende Autoren: Khaled Hosseini aus Afghanistan, Etel Adnan und Rabih Alameddine aus dem Libanon, der Science-Fiction-Autor Saladin Ahmed mit libanesisch-ägyptisch-irisch-polnischen Wurzeln, Jhumpa Lahiri und Bharati Mukherjee aus Indien, der aus Sowjetrussland emigrierte Gary Shteyngart, der ukrainischstämmige Chuck Palahniuk usw.

#### Native American Renaissance

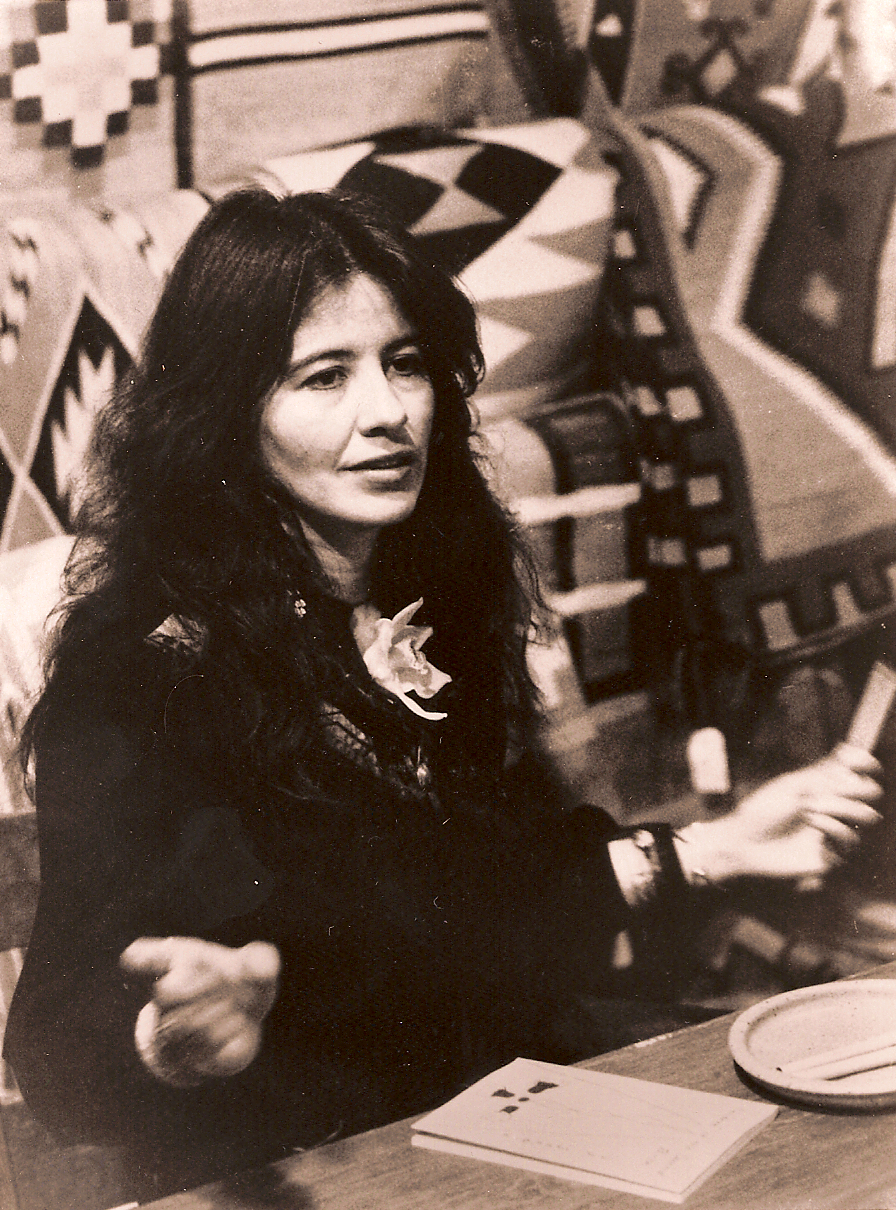
Joy Harjo

In den späten 1960er Jahren traten Nachkommen der Native Americans hervor, die ihr kulturelles Erbe durch literarisches Schaffen für sich zurückzugewinnen wollten. Im Zuge dessen entdeckten sie auch Texte früherer indianischer Autoren sowie das Kulturgut der Stämme (mündlich überlieferte Mythen, Rituale etc.) wieder. In ihren Werken setzten sie sich u. a. mit der Kolonisierung der Stammesgebiete durch die europäischen Siedler und mit der Wild-West-Epoche aus indianischer Perspektive auseinander. Zur „ersten Welle“ der Native American Renaissance gehörten Autoren wie N. Scott Momaday, Leslie Marmon Silko und Gerald Vizenor und James Welch. Diese inspirierten eine „zweite Welle“, u. a. Louise Erdrich, Joy Harjo, nila northSun und Simon J. Ortiz.